# Ferrocarril en China

Mapa ferroviario de la República Popular China.

El transporte ferroviario es un importante modo de transporte de larga distancia en China. En 2020, el país contaba con más de 146.000 km de vías férreas, la segunda red más larga del mundo. A finales de 2020, China tenía algo menos de 38.000 kilómetros de ferrocarril de alta velocidad, la red de este tipo más larga del mundo.
Casi todas las operaciones ferroviarias están a cargo de la China State Railway Group Company, Limited, una empresa estatal creada en marzo de 2013 (como China Railway Corporation) a partir de la disolución del Ministerio de Ferrocarriles. Se convirtió en una sociedad anónima y se puso bajo el control del Ministerio de Finanzas en junio de 2019.
Los ferrocarriles de China se encuentran entre los más activos del mundo. En 2019, los ferrocarriles de China realizaron 3.660 millones de viajes de pasajeros, generando 1.470.660 millones de pasajeros-kilómetros, y transportaron 4.389 millones de toneladas de mercancías, generando 3.018 millones de toneladas-kilómetros de carga. El volumen de tráfico de mercancías se ha multiplicado por más de cinco en el periodo 1980-2013 y el de pasajeros por más de siete en el mismo periodo. Impulsada por la necesidad de aumentar la capacidad de carga, la red ferroviaria se ha ampliado con un presupuesto de 130.400 millones de dólares para la inversión ferroviaria en 2014, y tiene un plan a largo plazo para ampliar la red a 274.000 km para 2050. China construyó 9.000 km de nuevas vías férreas en 2015.

## Historia

### Dinastía Qing (1876-1911)

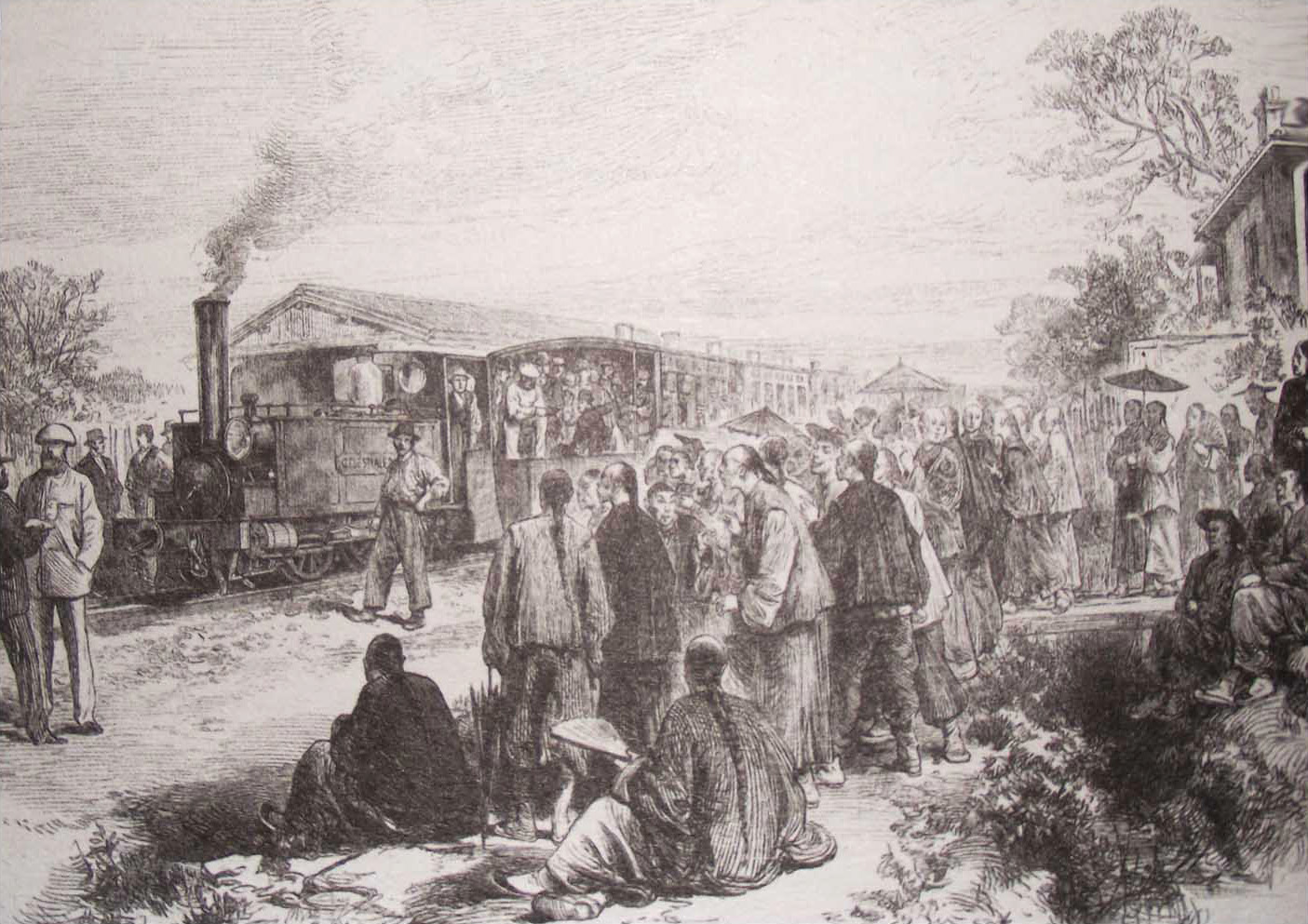
Apertura del efímero camino de Woosung, el primer ferrocarril de China, entre Shanghái y Wusong en 1876.

El primer ferrocarril que se construyó en China fue una línea de demostración de vía estrecha de 600 metros que un comerciante británico montó en Pekín en 1865 para demostrar la tecnología ferroviaria. Al gobierno Qing no le interesó y mandó desmantelar la línea. El primer ferrocarril que entró en servicio comercial fue el ferrocarril de Woosung, una línea de 14 km que iba de Shanghái a Woosung (el actual distrito de Baoshan) y que se inauguró en 1876. También fue construido por los británicos, sin la aprobación del gobierno Qing, que hizo desmantelar la línea un año después. Hasta la derrota de China en la Primera Guerra Chino-Japonesa, el gobierno siguió siendo hostil a la construcción de ferrocarriles. A partir de 1895, el gobierno comenzó a otorgar concesiones ferroviarias a los extranjeros y permitió la conexión directa con la capital, Pekín.

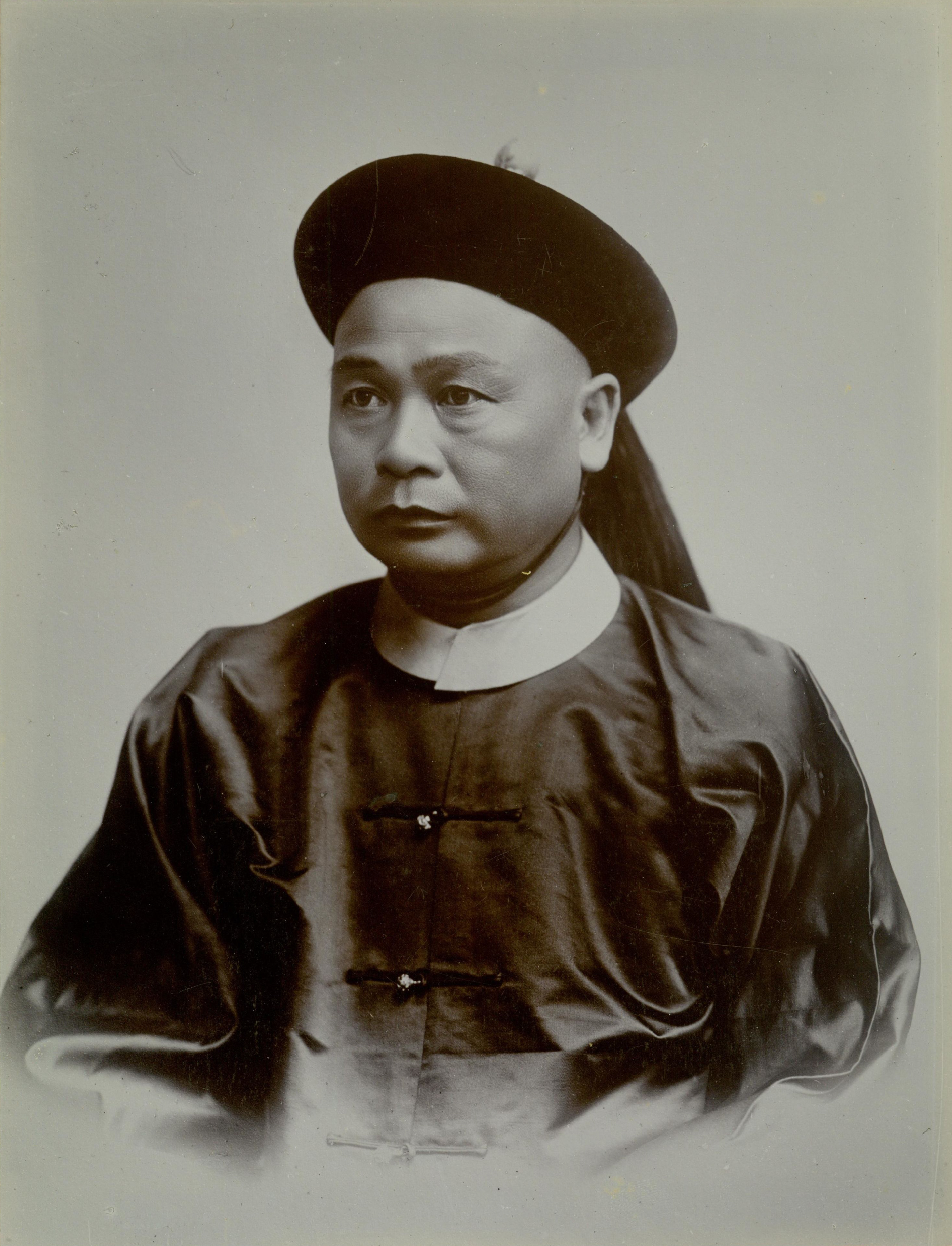
Zhan Tianyou, el "padre de los ferrocarriles chinos".

En 1911 había unos 9.000 km de ferrocarriles en China, en su mayoría diseñados, construidos y explotados por empresas extranjeras. Esta cifra seguía estando muy por detrás del mundo industrializado, ya que Estados Unidos contaba con unos 380.000 km de ferrocarril en aquella época. El primer ferrocarril diseñado y construido por chinos fue el de Pekín-Zhangjiakou, que se construyó entre 1905 y 1909, un trabajo difícil debido al terreno montañoso. El ingeniero jefe de este ferrocarril fue Zhan Tianyou, conocido como el Padre del Ferrocarril de China.

### República de China en el periodo continental (1912-1949)

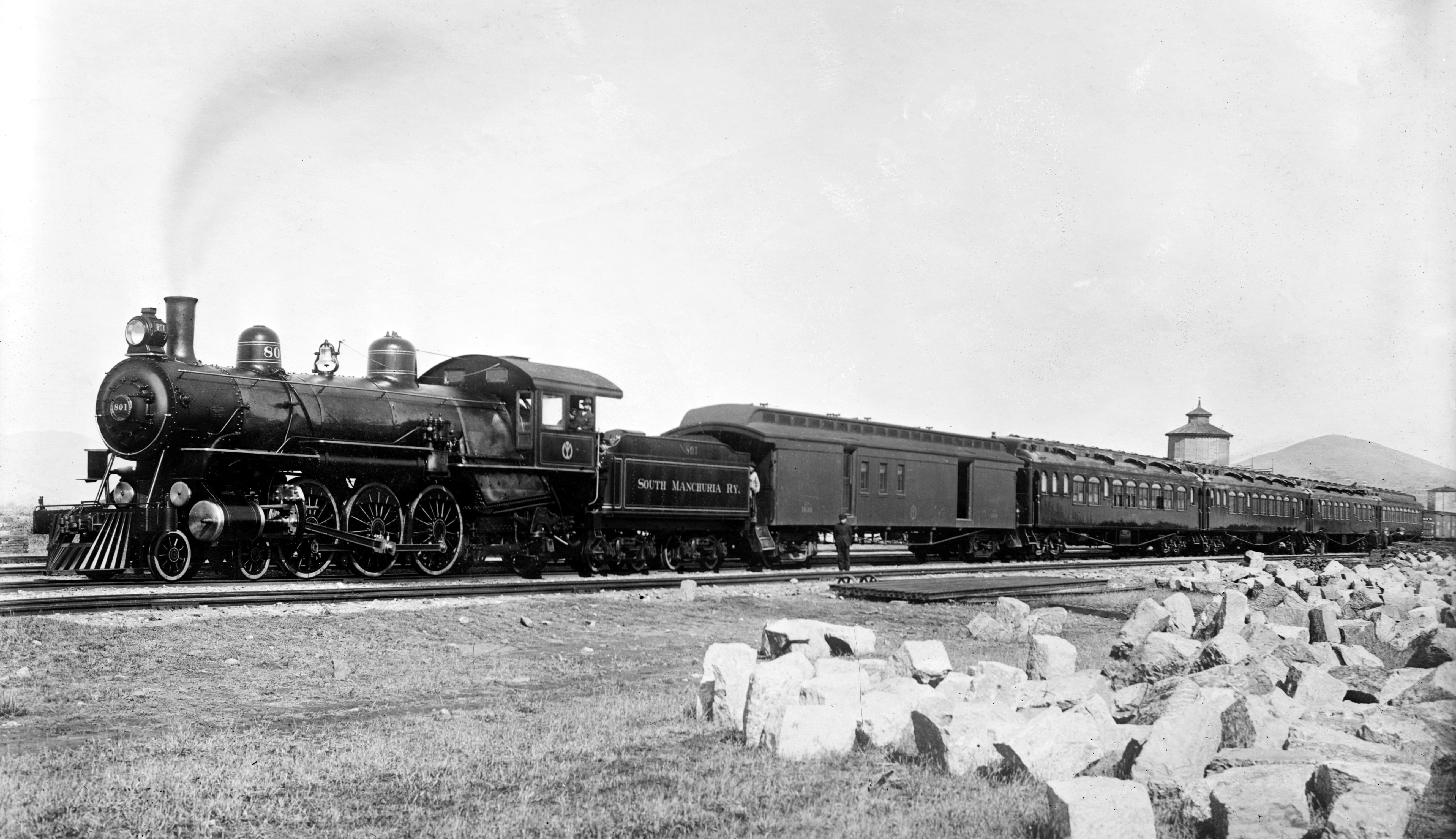
Un tren con una locomotora de fabricación estadounidense en el ferrocarril de Manchuria del Sur, en el noreste de China.

Durante la época de la República de China, desde 1912 hasta 1949, el desarrollo de la red ferroviaria en China se ralentizó debido a las repetidas guerras civiles y a la invasión de Japón en la Segunda Guerra Sino-Japonesa. Una de las pocas excepciones fue el noreste de China (Manchuria). Los rusos abrieron el Ferrocarril Oriental Chino en 1901; después de la Guerra Ruso-Japonesa (1904-1905), los japoneses se hicieron con el control de la parte del Ferrocarril Oriental Chino al sur de Changchun, utilizándolo para crear la Compañía de Ferrocarriles del Sur de Manchuria (SMR) en 1906; a esta compañía se la denominó a menudo "la Compañía de las Indias Orientales de Japón en China" debido a su amplia influencia en la situación política y económica de Manchuria. Durante el reinado de los señores de la guerra de Fengtian, de 1912 a 1931, se crearon numerosas compañías ferroviarias de propiedad privada; después de que los japoneses escenificaran el Incidente de Mukden el 18 de septiembre de 1931 como pretexto para invadir Manchuria y el posterior establecimiento de un estado títere llamado "Manchukuo", estos ferrocarriles privados fueron nacionalizados y fusionados para formar el Ferrocarril Nacional de Manchukuo (MNR). En 1935, los japoneses compraron a la Unión Soviética la parte norte del Ferrocarril Oriental Chino y lo fusionaron con el MNR. Además del MNR y el SMR, se crearon otras compañías ferroviarias en las zonas de China ocupadas por los japoneses, como la Compañía de Transporte de China del Norte, el Ferrocarril de China Central y el Ferrocarril del Este de Manchuria. En 1945, justo después de la Segunda Guerra Sino-Japonesa, había 27.000 km de ferrocarril, de los cuales casi la mitad, 13.000 km, estaban situados en Manchuria.

### República Popular China (1949-)

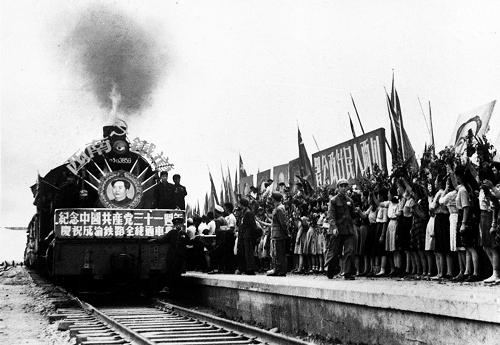
Ceremonia de inauguración del ferrocarril Chengdu-Chongqing en 1953. El ferrocarril de Chengyu fue el primer ferrocarril construido tras la fundación de la República Popular China en 1949.

Tras la creación de la República Popular China, el nuevo gobierno de Mao Zedong invirtió mucho en la red ferroviaria. Desde los años 50 hasta los 70, se ampliaron las líneas, especialmente las del oeste de China. Un ejemplo es el ferrocarril de Lanzhou a Ürümqi, de 1900 km, que se construyó entre 1952 y 1962. En el suroeste de China, donde predomina un terreno difícil, se construyeron varios ferrocarriles de montaña, como el de Baoji-Chengdu, construido en los años 50, y el de Chengkun, construido en los 70. El ferrocarril al Tíbet, uno de los más altos del mundo, se completó finalmente y se abrió al público en 2006. En la actualidad, todas las entidades provinciales de China, a excepción de Macao, están conectadas a la red ferroviaria.
La red ferroviaria china no sólo ha crecido en tamaño desde 1949, sino que también ha experimentado grandes avances tecnológicos. Antes de la década de 1980, la mayoría de los ferrocarriles funcionaban con vapor. La primera locomotora diésel de China, la Dongfeng, se introdujo en 1958 y su primer modelo diésel de producción, la DF4, en 1969. Sin embargo, los primeros esfuerzos de dieselización se vieron frenados por los problemas de las primeras DF4 y la producción de locomotoras de vapor continuó hasta finales de la década de 1980. Durante los años 80 y 90, las locomotoras eléctricas y diésel sustituyeron a las de vapor en las líneas principales. Sin embargo, las locomotoras de vapor no se retiraron de algunos ferrocarriles provinciales hasta el siglo XXI. En diciembre de 2005, el último tren de vapor de línea regular del mundo terminó su viaje en el ferrocarril de Jitong, marcando el fin de la era del vapor. No obstante, todavía se utilizan algunas locomotoras de vapor en los ferrocarriles industriales de China.

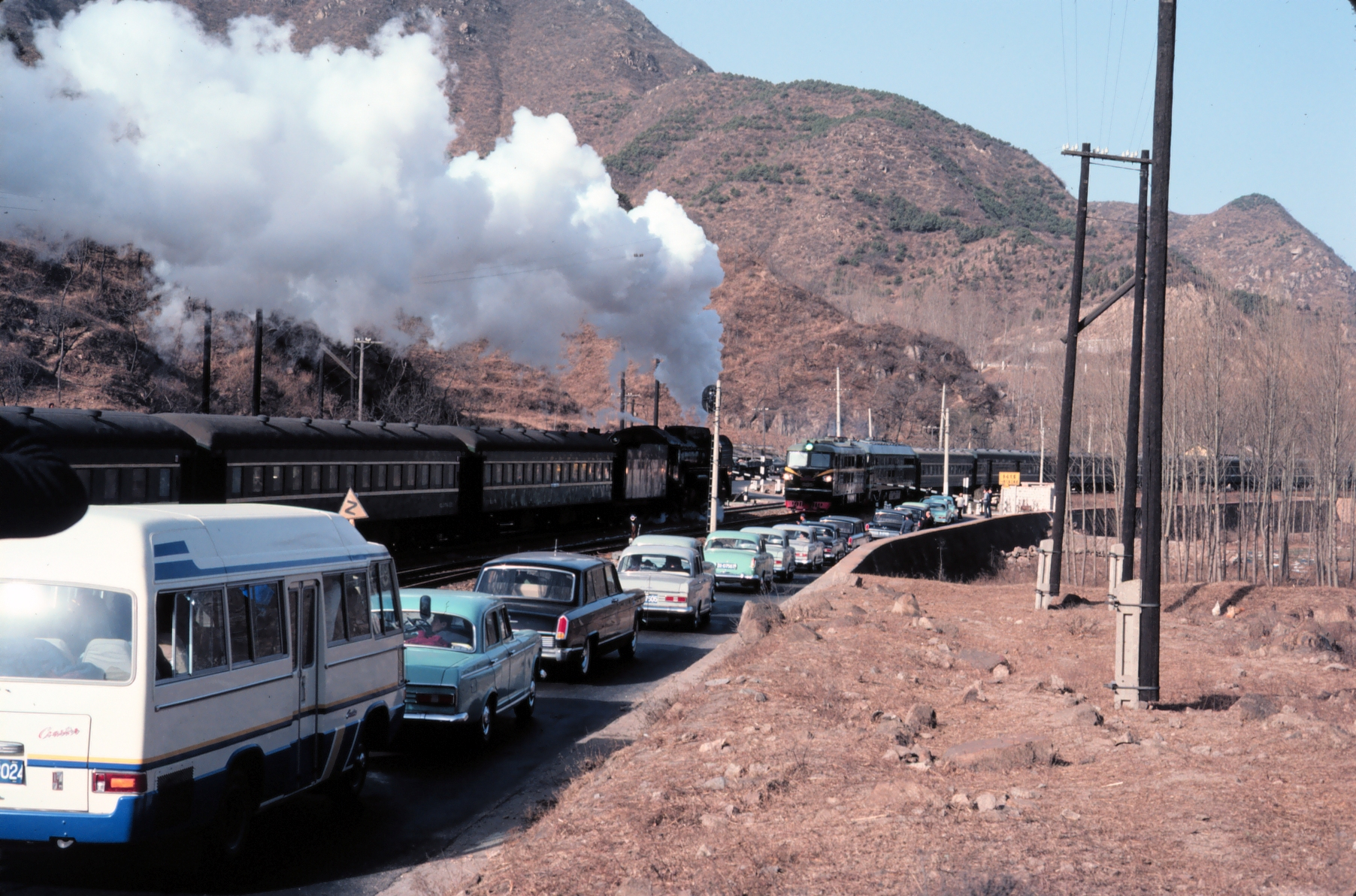
Una locomotora de vapor y una locomotora diésel cerca de la Gran Muralla de Badaling, en Pekín, en 1979.

Entre 1990 y 2001 se abrieron al tráfico una media anual de 1.092 km de nuevas vías férreas, 837 km de vías múltiples y 962 km de vías férreas electrificadas, lo que supone multiplicar por 2,4, por 1,7 y por 1,8, respectivamente, la cifra de los diez años anteriores. A finales de 2004, los ferrocarriles en funcionamiento alcanzaban los 74.200 km, incluidos 24.100 km de vía múltiple y 18.900 km de ferrocarriles electrificados.
Desde 1997, la velocidad de los trenes se ha incrementado considerablemente seis veces. La velocidad máxima de los trenes exprés pasó de 120 km a 200 km por hora, y los trenes de pasajeros pueden alcanzar una velocidad máxima de 350 km por hora en algunos tramos de las vías arteriales.

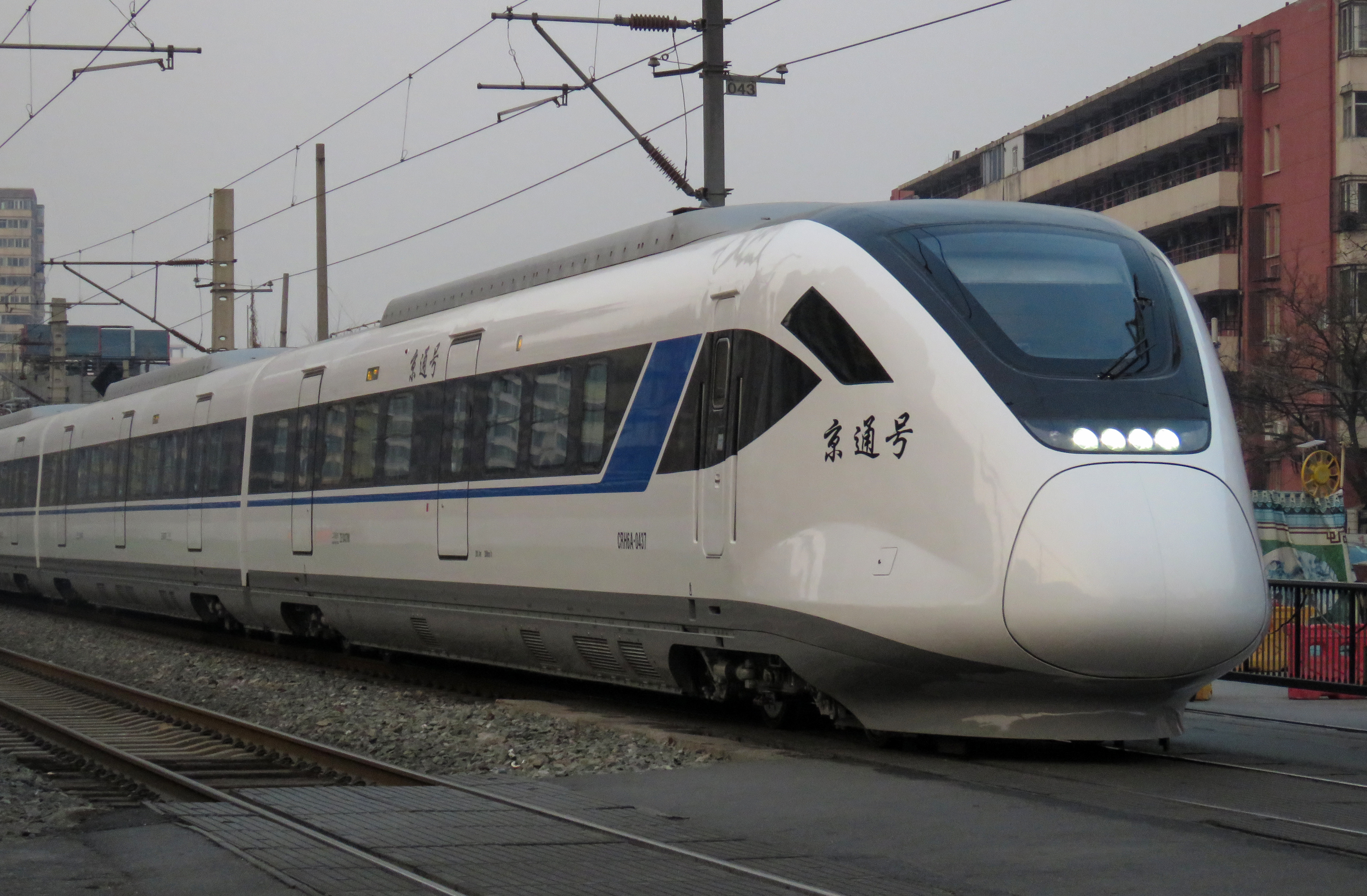
El CRH6A de los Ferrocarriles de China que circula por la misma línea cerca de Badaling, en la actualidad.

En marzo de 2013, el Ministerio de Ferrocarriles se disolvió y sus funciones de seguridad y regulación fueron asumidas por el Ministerio de Transporte, las de inspección por la Administración Estatal de Ferrocarriles y las de construcción y gestión por China Railway (CR).
En 2020, China Railway anunció sus planes de ampliar la red ferroviaria en un 33%, es decir, unos 95.000 kilómetros, con el objetivo de conectar todas las ciudades con más de 200.000 habitantes por ferrocarril, y todas las de más de 500.000 por ferrocarril de alta velocidad antes de 2035. En julio de 2020, el 95% de las ciudades de más de un millón de habitantes ya están conectadas por tren de alta velocidad.

## Administración ferroviaria
Los ferrocarriles en China se dividen en tres categorías legales principales: ferrocarriles nacionales, ferrocarriles locales y ferrocarriles designados. Los ferrocarriles nacionales son gestionados por el Consejo de Estado del gobierno nacional y representan la mayor parte de los ferrocarriles de China. Los ferrocarriles locales, gestionados por los gobiernos provinciales o municipales, sumaron apenas 40.000 km en 2013, menos del 4% del total nacional. Los ferrocarriles designados son operados por empresas como minas y acerías. Desde la década de 1980, los gobiernos nacionales y locales han financiado conjuntamente la construcción de ferrocarriles, a veces con capital privado. Los ferrocarriles mixtos constituían alrededor del 32% de la red nacional en 2013. El ferrocarril de Luoding, en la provincia de Guangdong, construido como ferrocarril de acciones conjuntas con inversiones de los gobiernos local y nacional en 2001, fue privatizado gradualmente y es uno de los pocos ferrocarriles de pasajeros de propiedad privada.
Durante más de cincuenta años, salvo un breve paréntesis durante la Revolución Cultural, todos los ferrocarriles nacionales fueron operados y regulados por el Ministerio de Ferrocarriles de la República Popular China. En marzo de 2013, el Consejo de Estado dividió el Ministerio de Ferrocarriles en la Administración Nacional de Ferrocarriles para supervisar la regulación ferroviaria y la Corporación de Ferrocarriles de China (China Railway), una empresa estatal, para operar los ferrocarriles nacionales. La Administración Nacional de Ferrocarriles es una oficina subministerial adscrita al Ministerio de Transporte. La Corporación de Ferrocarriles de China es una empresa estatal de nivel ministerial dependiente del Consejo de Estado. El último ministro de ferrocarriles, Sheng Guangzu, se convirtió en el director general de China Railway. Supera en rango a Lu Dongfu, jefe de la Administración Nacional de Ferrocarriles, que anteriormente había sido viceministro de Ferrocarriles.

### Agencias y gestión ferroviaria
China Railway asumió la mayor parte de los activos del Ministerio de Ferrocarriles y sigue gestionando los ferrocarriles a tres niveles: el nacional, el de las agencias o empresas subsidiarias y el de las estaciones. A continuación se muestran las 18 oficinas ferroviarias de China Railway y el número de estaciones de pasajeros que cada oficina gestionó en 2013. La Administración Nacional de Ferrocarriles cuenta con siete oficinas de supervisión, con sede en Shenyang, Shanghái, Guangzhou, Chengdu, Wuhan, Xian y Lanzhou, para supervisar estas oficinas de China Railway.
- Oficina de Ferrocarriles de Pekín (138)
- Oficina de Ferrocarriles de Chengdu (105)
- Grupo ferroviario de Guangzhou (97)
- Oficina de Ferrocarriles de Harbin (280)
- Oficina de Ferrocarriles de Hohhot (52)
- Oficina de Ferrocarriles de Jinan (280)
- Oficina de Ferrocarriles de Kunming (40)
- Oficina de Ferrocarriles de Lanzhou (54)
- Oficina de Ferrocarriles de Nanchang (84)
- Oficina de Ferrocarriles de Nanning (107)
- Grupo ferroviario Qinghai-Tíbet (8)
- Oficina de Ferrocarriles de Shanghái (138)
- Oficina de Ferrocarriles de Shenyang (408)
- Oficina de Ferrocarriles de Taiyuan (82)
- Oficina de Ferrocarriles de Ürümqi (22)
- Oficina de Ferrocarriles de Wuhan (66)
- Oficina de Ferrocarriles de Xi'an (94)
- Oficina de Ferrocarriles de Zhengzhou (62)

### Ingresos e inversiones

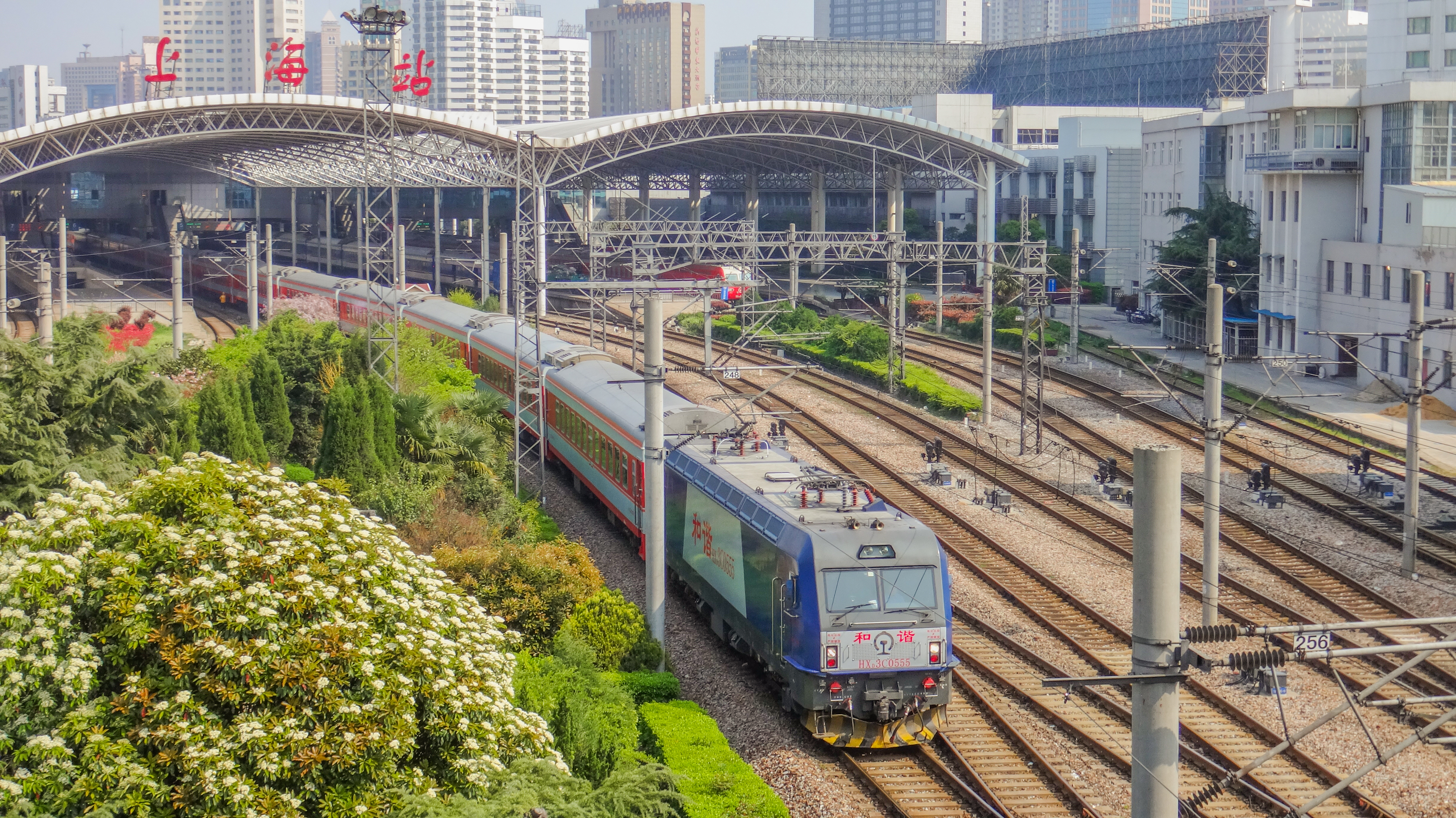
Un tren de pasajeros saliendo de la estación de Shanghái.

En 2013, el transporte ferroviario generó 605.000 millones de yuanes en ingresos, un aumento del 14,1% respecto al año anterior.
Para satisfacer la creciente demanda de servicios ferroviarios, el Estado está realizando grandes inversiones en material rodante e infraestructuras. En 2013, las inversiones en el ferrocarril ascendieron a 808.800 millones de yuanes, de los cuales 662.300 millones se destinaron a la infraestructura ferroviaria y 146.500 millones al material rodante.

### Empleo
Los ferrocarriles emplearon a 2.184.400 trabajadores en 2013, un aumento de 139.000 respecto al año anterior. El rendimiento de los trabajadores fue de una media de 482.600 yuanes por persona.

### Consumo de energía
En 2014, el ferrocarril consumió 16,526 millones de toneladas de carbón equivalente de energía, lo que supone un descenso del 4,6% o 801.000 toneladas respecto a 2013. Se necesitaron 4,51 toneladas de carbón equivalente para transportar un millón de toneladas-km de mercancías.

## Red de vías
En 2019, la longitud de los ferrocarriles en China ascendía a 139.000 km, de los cuales el 59% eran de doble vía (83.000 km) y el 71,9% electrificados (100.000 km), y 35.000 kilómetros de red ferroviaria de alta velocidad.
China tiene la segunda red ferroviaria más larga del mundo y la más larga de alta velocidad, y todas las provincias y regiones están conectadas por ferrocarril nacional, excepto Macao, o por ferrocarril de alta velocidad, excepto Tíbet y Macao.
En 2011, la longitud de la red era de unos 91.000 kilómetros, de los cuales el 41,1% era de doble vía (37.000 km) y el 46,6% estaba electrificado (42.000 km). En 2014, el 50,8% del ferrocarril era de doble vía (57.000 kilómetros) y el 58,3% estaba electrificado (65.000 kilómetros). La densidad de la red ferroviaria era de 116,48 km por cada 10.000 km².
| | \| Año \| Longitud (km) \| ±% p.a. \| \| 1949 \| 21,800 \| — \| \| 1955 \| 25,600 \| 2.71% \| \| 1960 \| 33,900 \| 5.78% \| \| 1965 \| 36,400 \| 1.43% \| \| 1970 \| 41,000 \| 2.41% \| \| 1975 \| 46,000 \| 2.33% \| \| 1980 \| 53,300 \| 2.99% \| \| 1985 \| 55,000 \| 0.63% \| \| 1990 \| 57,800 \| 1.00% \| \| 1995 \| 62,400 \| 1.54% \| \| 2000 \| 68,700 \| 1.94% \| \| 2005 \| 75,400 \| 1.88% \| \| 2010 \| 90,504 \| 3.72% \| \| 2015 \| 121,000 \| 5.98% \| \| 2016 \| 124,000 \| 2.48% \| \| 2017 \| 127,000 \| 2.42% \| \| 2018 \| 131,000 \| 3.15% \| \| 2019 \| 139,000 \| 6.11% \| \| Fuente: 历史统计: 金砖国家历年铁路营业里程比较(1838～2010) - Oficina Nacional de Estadística de China[Nota 1] - Informe público de estadísticas ferroviarias de 2018 \| \| \| |         |
| Año | Longitud (km) | ±% p.a. |
| 1949 | 21,800 | —       |
| 1955 | 25,600 | 2.71%   |
| 1960 | 33,900 | 5.78%   |
| 1965 | 36,400 | 1.43%   |
| 1970 | 41,000 | 2.41%   |
| 1975 | 46,000 | 2.33%   |
| 1980 | 53,300 | 2.99%   |
| 1985 | 55,000 | 0.63%   |
| 1990 | 57,800 | 1.00%   |
| 1995 | 62,400 | 1.54%   |
| 2000 | 68,700 | 1.94%   |
| 2005 | 75,400 | 1.88%   |
| 2010 | 90,504 | 3.72%   |
| 2015 | 121,000 | 5.98%   |
| 2016 | 124,000 | 2.48%   |
| 2017 | 127,000 | 2.42%   |
| 2018 | 131,000 | 3.15%   |
| 2019 | 139,000 | 6.11%   |
| Fuente: 历史统计: 金砖国家历年铁路营业里程比较(1838～2010) - Oficina Nacional de Estadística de China - Informe público de estadísticas ferroviarias de 2018 | |         |

### Ancho de vía

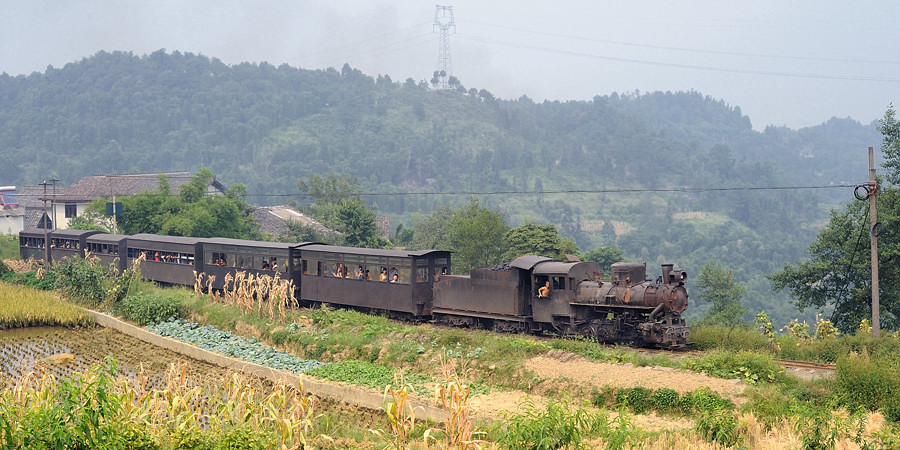
El ferrocarril de carbón de Jiayang, de 762 mm de ancho, en la provincia de Sichuan, es el único tren de vapor en funcionamiento, que suele estar lleno de turistas en vacaciones.

- Ancho de vía estándar: 79.685 kilómetros de ancho de vía de 1.435 mm (2008).
- Ancho métrico: 466 kilómetros de 1.000 mm (Ferrocarril Kunming-Hai Phong).
- Vía estrecha: 3.600 kilómetros de líneas industriales locales de 750 mm de ancho (1998).

### Líneas principales
Dieciséis grandes corredores ferroviarios, ocho de norte a sur, llamados verticales, y ocho de este a oeste, llamados horizontales, conectan 81 grandes ciudades. Los 16 corredores principales fueron designados en enero de 2001, cuando aún no se habían construido unos 3.980 kilómetros de líneas. En ese momento, las líneas principales existentes representaban el 43% de los ferrocarriles del país, pero transportaban el 80% de los pasajeros. La última de las líneas principales verticales se completó en 2009 y la última línea horizontal se inauguró en 2010.
Ocho verticales
1. Ferrocarril Pekín-Harbin
2. Corredor de la Costa Este
3. Ferrocarril Pekín-Shanghái
4. Ferrocarril Pekín-Kowloon
5. Ferrocarril Pekín-Guangzhou
6. Corredor Datong-Zhanjiang (Datong-Puzhou, Taiyuan-Jiaozuo, Luoyang-Zhanjiang)
7. Corredor Baotou-Liuzhou (Baotou-Shenmu, Shenmu-Yan'an, Xi'an-Yan'an, Xi'an-Ankang, Xiangyang-Chongqing, Sichuan-Guizhou, Guizhou-Guangxi)
8. Corredor Lanzhou-Kunming (Longhai, Baoji-Chengdu, Chengdu-Kunming)

Ocho horizontales
1. Pekín-Tíbet (Pekín-Baotou, Baotou-Lanzhou, Lanzhou-Qinghai, Qinghai-Tíbet)
2. Corredor Norte de Transporte de Carbón
3. Corredor Sur de Transporte de Carbón
4. Corredor Trans-Eurasia (Longhai, Lanzhou-Xinjiang, Xinjiang Norte)
5. Ferrocarril Nankín-Xi'an
6. Corredor del río Yangtze (Nankín-Tongling, Tongling-Jiujiang, Wuhan-Jiujiang, Changjiangbu-Jingzhou, Yichang-Wanzhou, Dazhou-Wanzhou)
7. Ferrocarril Shanghái-Kunming
8. Corredor de acceso a la costa suroeste (Nanning-Kunming, Hunan-Guangxi, Litang-Zhanjiang)

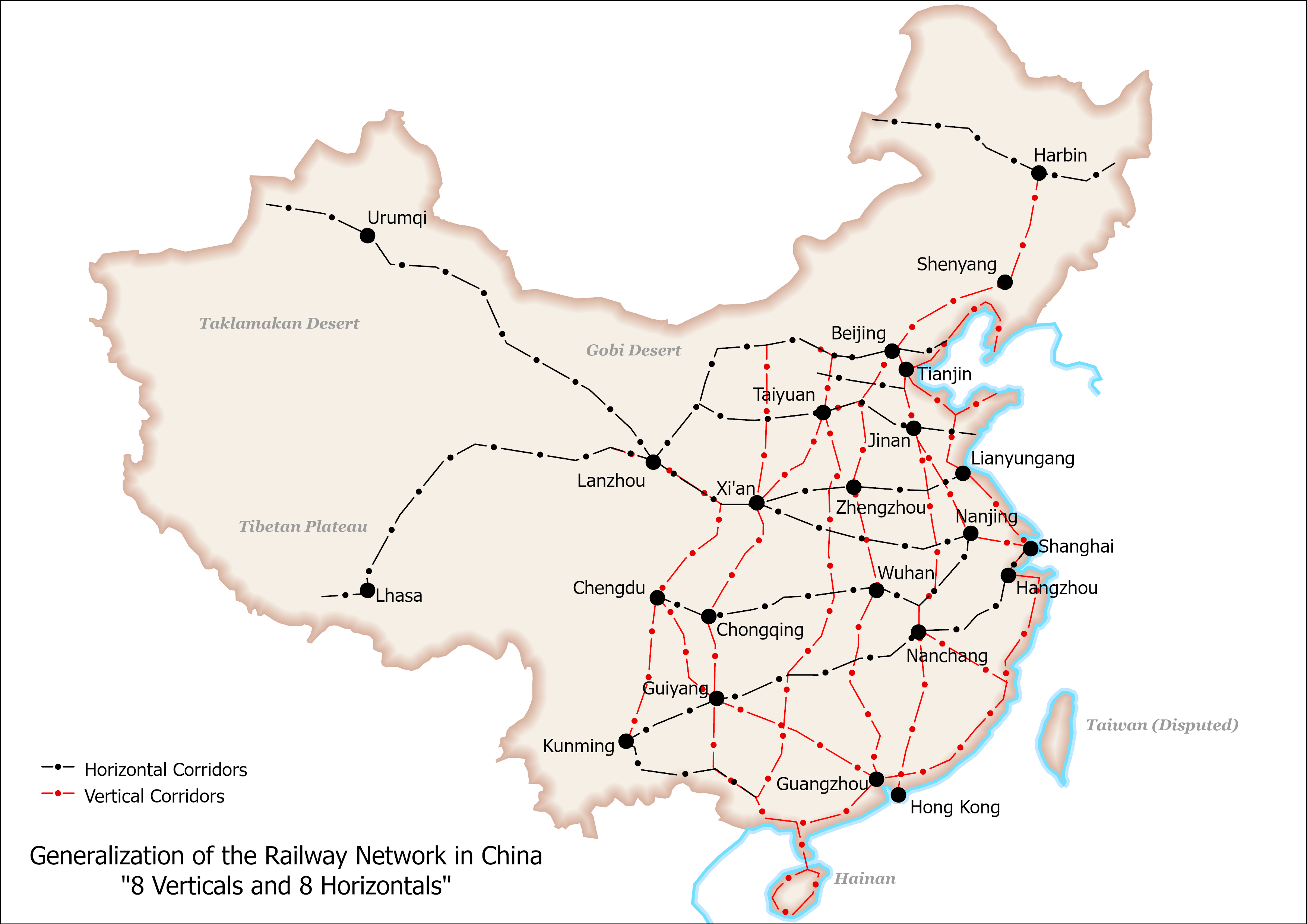
Las ocho líneas principales horizontales y las ocho verticales del ferrocarril chino.

### Líneas de alta velocidad

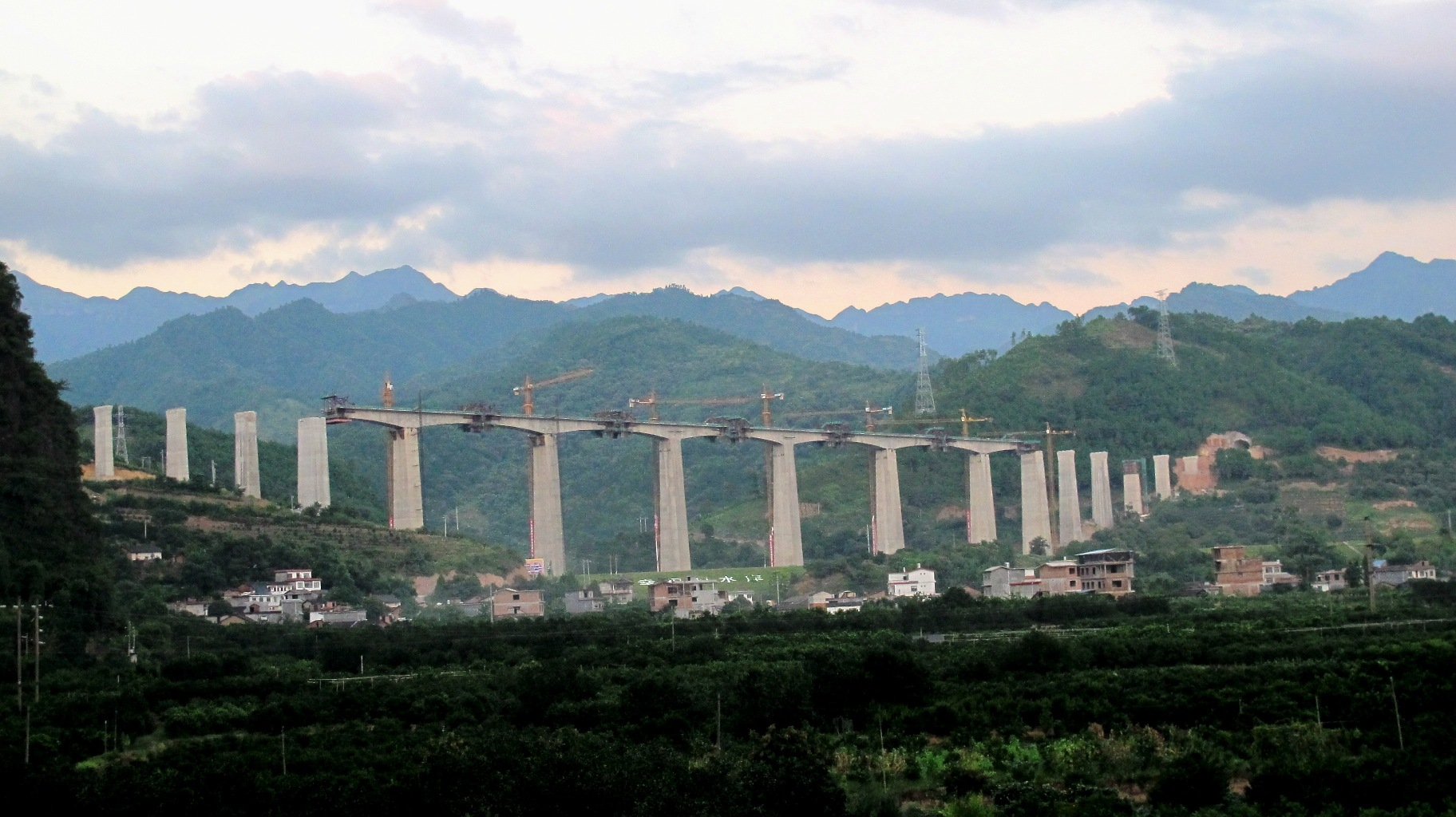
El tren de alta velocidad Guiyang-Guangzhou en construcción en Yangshuo (Guangxi) en agosto de 2013.

En la última década, China ha construido una extensa red ferroviaria de alta velocidad que se superpone a la red ferroviaria existente. Esta malla se compone de ocho corredores ferroviarios de alta velocidad, cuatro verticales y cuatro horizontales con una longitud total de 12.000 km. La mayor parte de las nuevas líneas siguen los trazados de las líneas troncales existentes y están destinadas exclusivamente al transporte de pasajeros. Varios tramos de la red nacional, especialmente a lo largo del corredor costero del sureste, se construyeron para unir ciudades que no tenían conexiones ferroviarias previas. Esos tramos transportarán una mezcla de pasajeros y mercancías. Los trenes de alta velocidad en las líneas dedicadas a los pasajeros suelen alcanzar los 300-350 km/h. En las líneas de alta velocidad de uso mixto, el servicio de trenes de pasajeros puede alcanzar velocidades máximas de 200-250 km/h. Este ambicioso proyecto de red nacional estaba previsto que se construyera en 2020, pero el estímulo del gobierno ha acelerado considerablemente los plazos de muchas de las líneas.
     Líneas completadas       Líneas parcialmente completadas. Haga clic en [mostrar] para ver los detalles.
Cuatro corredores verticales de alta velocidad
Cuatro corredores horizontales de alta velocidad

### Estaciones
Las estaciones ferroviarias de China se clasifican en seis clases: especial, primera, segunda, tercera, cuarta y quinta. Una estación de clase especial puede manejar al menos 60.000 pasajeros y 20.000 piezas de equipaje, cargar al menos 750 vagones de carga o asignar al menos 6.500 vagones al día. Una estación de primera clase puede transportar al menos 15.000 pasajeros y 1.500 equipajes, cargar 350 vagones o asignar 3.000 vagones al día. Una estación de segunda clase puede recibir al menos 5.000 pasajeros y 500 equipajes, cargar 200 vagones o asignar 1.500 vagones al día. En 2008 había 5.470 estaciones de tren, de las cuales 50 eran de clase especial, 236 de primera, 362 de segunda y 936 de tercera.

### Puentes

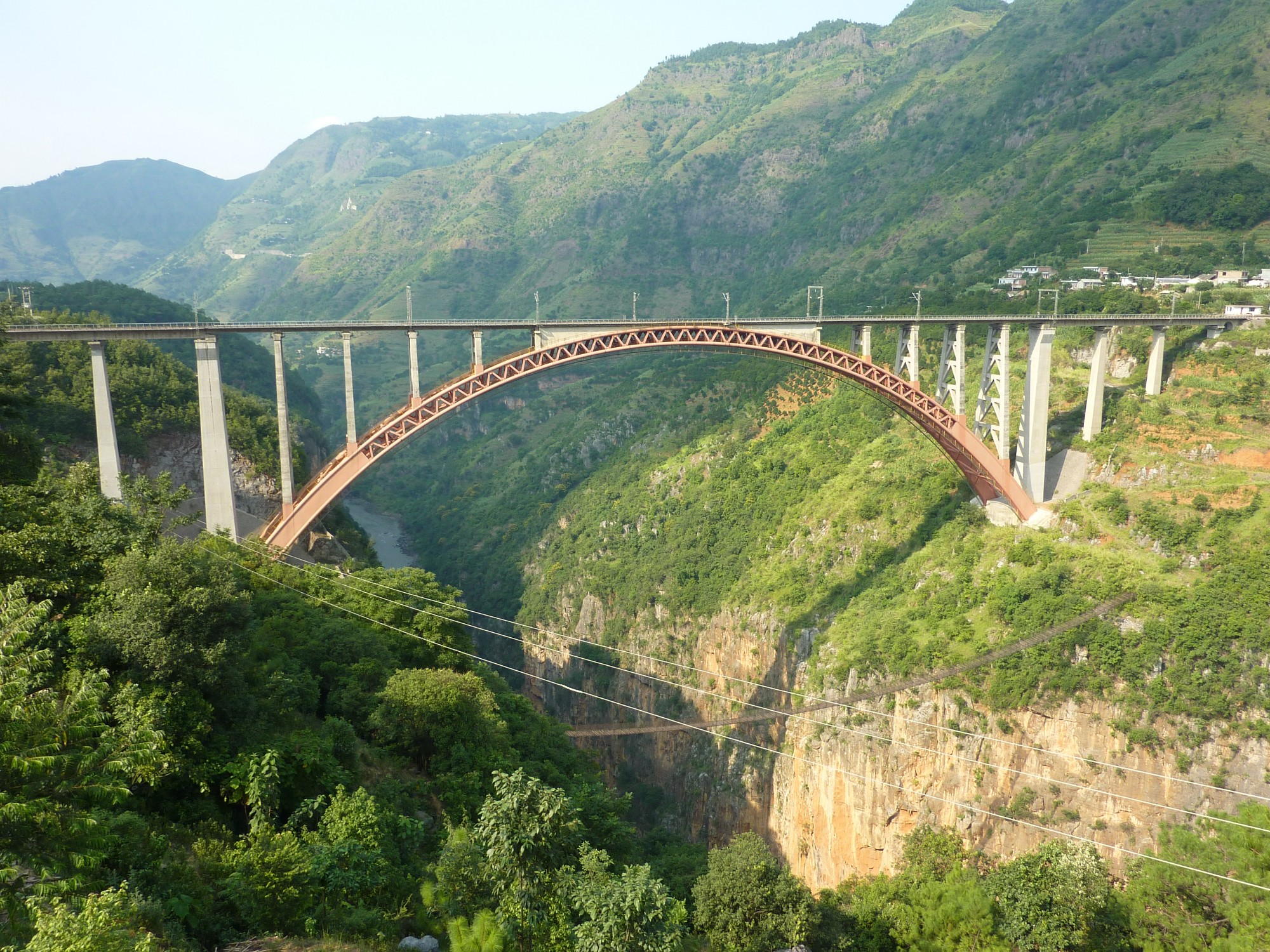
El puente sobre el río Beipan, situado en la línea de ferrocarril Liupanshui-Baiguo, en la provincia de Guizhou (suroeste de China), es el puente ferroviario más alto del mundo. El tablero del puente está a 275 metros por encima del río Beipan, en un profundo desfiladero.

La red ferroviaria que atraviesa la variada topografía de China hace un amplio uso de puentes y túneles. En los últimos años, los avances en las técnicas de construcción de puentes y túneles han permitido a los constructores de ferrocarriles chinos reducir la longitud total de las vías y aumentar la velocidad de los trenes en las líneas ferroviarias que atraviesan terrenos escarpados. El ferrocarril Yichang-Wanzhou, construido entre 2003 y 2010 a través del paisaje kárstico entre Wuhan y Chongqing, cuenta con 159 túneles y 253 puentes, que representan el 74% de la longitud total del ferrocarril. Las líneas ferroviarias de alta velocidad suelen construirse sobre vías elevadas para reducir la necesidad de adquirir terrenos y conllevan puentes muy largos. El ferrocarril de alta velocidad Pekín-Shanghái tiene tres de los puentes ferroviarios más largos del mundo, con longitudes de 164,8 kilómetros, 113,7 kilómetros y 48,15 kilómetros. El puente ferroviario Shuibai del río Beipan, construido en 2003 en la provincia de Guizhou, es el puente ferroviario más alto del mundo. Su tablero está a 275 metros por encima del río Beipan, en un profundo desfiladero.
En 2008, había 47.524 puentes ferroviarios en uso en China continental (excluyendo Hong Kong y Taiwán), de los cuales 872 son puentes principales de más de 500 metros de longitud.

### Túneles

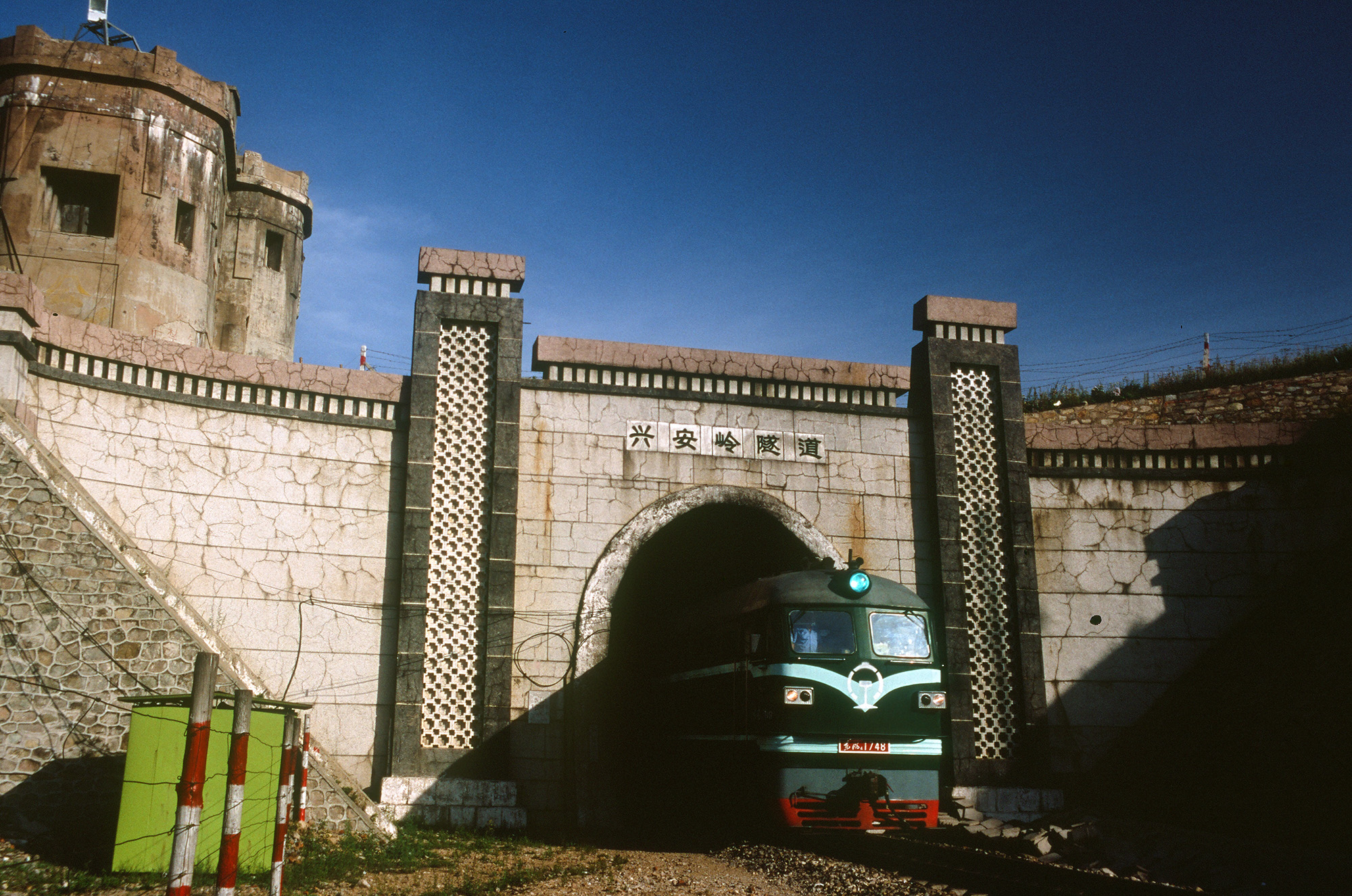
El túnel de la cresta de Khingan en el ferrocarril Harbin-Manzhouli, construido en 1904.

En 2008, había 6.102 túneles ferroviarios en uso en China continental (excluyendo Hong Kong y Taiwán), de los cuales 183 superaban los 3 kilómetros y siete los 10 kilómetros de longitud. El primer túnel ferroviario fue construido en 1888 por la dinastía Qing en Taiwán. El túnel Shi-chiu-lin, cerca de Keelung, de 261 metros de longitud, es ahora un hito histórico. El túnel ferroviario más antiguo de la China continental es el de 3.077,2 metros de la Gran Cresta Ferroviaria de Khingan, construido en 1904 en el Ferrocarril Oriental Chino, en la actual Mongolia Interior. El túnel más largo de China es el de Taihangshan, de 27.848 metros, en la línea de alta velocidad Shijiazhuang-Taiyuan, en el norte del país. Se están construyendo varios túneles más largos.

### Transbordadores ferroviarios

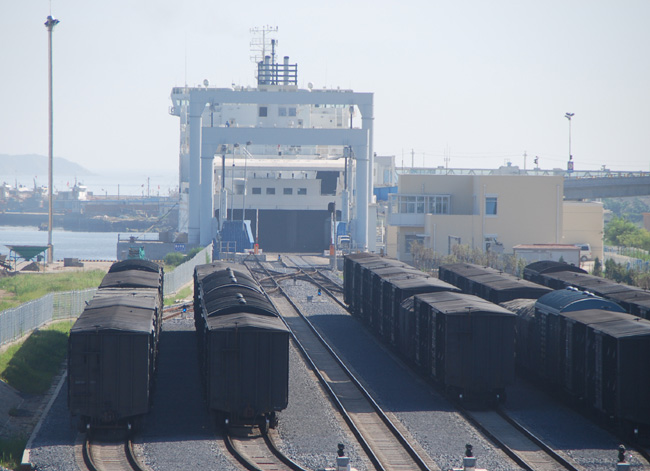
Vagones de carga en el puerto de Lüshun, terminal norte del transbordador ferroviario de Bohai.

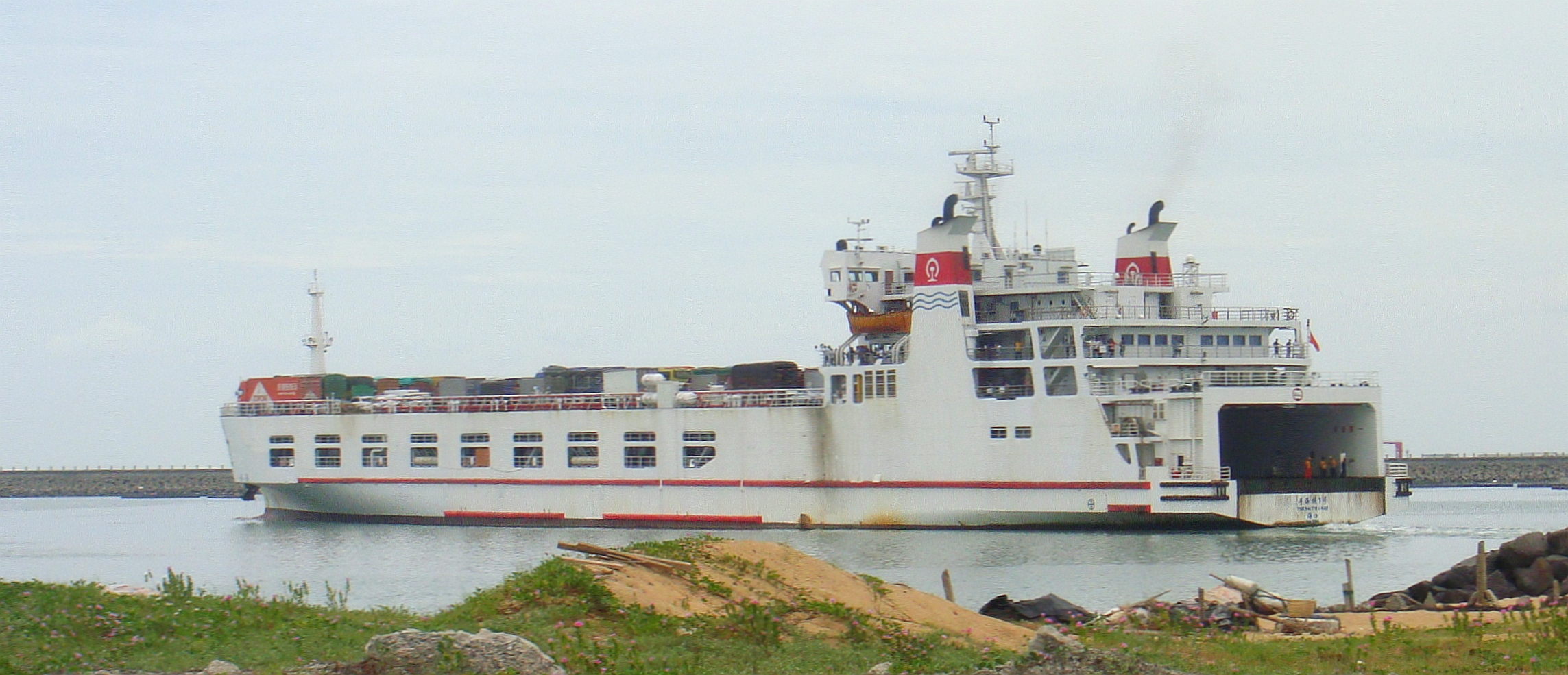
MV Yue Hai Tie 1 Hao, uno de los transbordadores que atraviesan el estrecho de Qiongzhou, formando parte del ferrocarril Guangdong-Hainan.

Los transbordadores ferroviarios más destacados de China son el Guangdong-Hainan Ferry, que cruza el estrecho de Qiongzhou entre la península de Leizhou, en la costa sur de Guangdong, y la isla de Hainan, y el Bohai Train Ferry, que conecta las penínsulas de Liaodong y Shandong a través de la bahía de Bohai. Estos dos transbordadores empezaron a funcionar, respectivamente, en 2003 y 2007.
Un transbordador fluvial transporta los trenes del ferrocarril Xinyi-Changxing a través del río Yangtsé en Jingjiang, a medio camino entre Nankín y Shanghái. En la primera mitad del siglo XX, todos los trenes que atravesaban el río Yangtsé necesitaban transbordadores. Desde la finalización del puente de Wuhan sobre el río Yangtsé en 1953, al menos quince puentes ferroviarios y dos túneles de metro cruzan el Yangtsé.

## Ferrocarril de alta velocidad

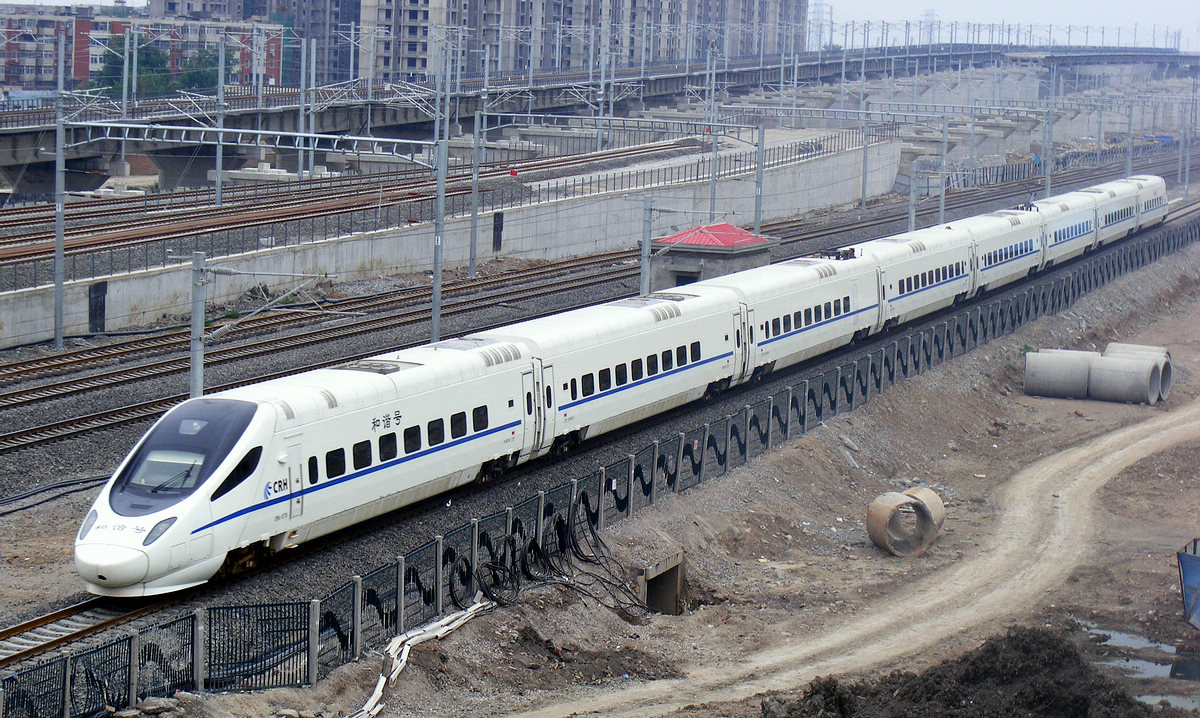
Un tren de alta velocidad CRH5 en la línea ferroviaria Pekín-Shanghái.

En China, la alta velocidad se refiere a cualquier servicio ferroviario (generalmente de pasajeros) con una velocidad media superior a los 200 kilómetros por hora. El servicio de alta velocidad China Railway High-speed (CRH) se introdujo oficialmente en 2007. Estos trenes circulan por líneas convencionales mejoradas, así como por vías de alta velocidad dedicadas a los pasajeros que pueden permitir velocidades de hasta 350 kilómetros por hora.
En la década anterior a la introducción de la alta velocidad, la velocidad de viaje de los trenes convencionales se elevó en la mayoría de las líneas principales. En 2007, la velocidad máxima de los trenes de pasajeros alcanzó los 200 kilómetros por hora en líneas principales como el Ferrocarril Jinghu, el Ferrocarril Jingha y el Ferrocarril Jingguang. El límite de velocidad del transporte de mercancías pesadas también se elevó a 120 kilómetros por hora. Se esperaba que esta mejora de la velocidad aumentara la capacidad de pasajeros y de carga en un 18% y un 12%, respectivamente. Algunas de las líneas de alta velocidad para pasajeros recién construidas, como el ferrocarril interurbano Pekín-Tianjin y el ferrocarril de alta velocidad Wuhan-Guangzhou, tenían velocidades máximas de 350 kilómetros por hora. La velocidad máxima de los trenes se redujo a 300 kilómetros por hora en 2011.
Antes de adoptar las vías convencionales para el tren de alta velocidad, las autoridades de planificación también experimentaron con la tecnología maglev. El tren de levitación magnética de Shanghái, construido en 2004, sigue siendo el más rápido del país, con una velocidad máxima de 431 kilómetros por hora. El tren realiza el trayecto de 30,5 kilómetros (19,0 mi) desde el aeropuerto de Pudong hasta la ciudad en menos de 7,5 minutos.

## Transporte de pasajeros

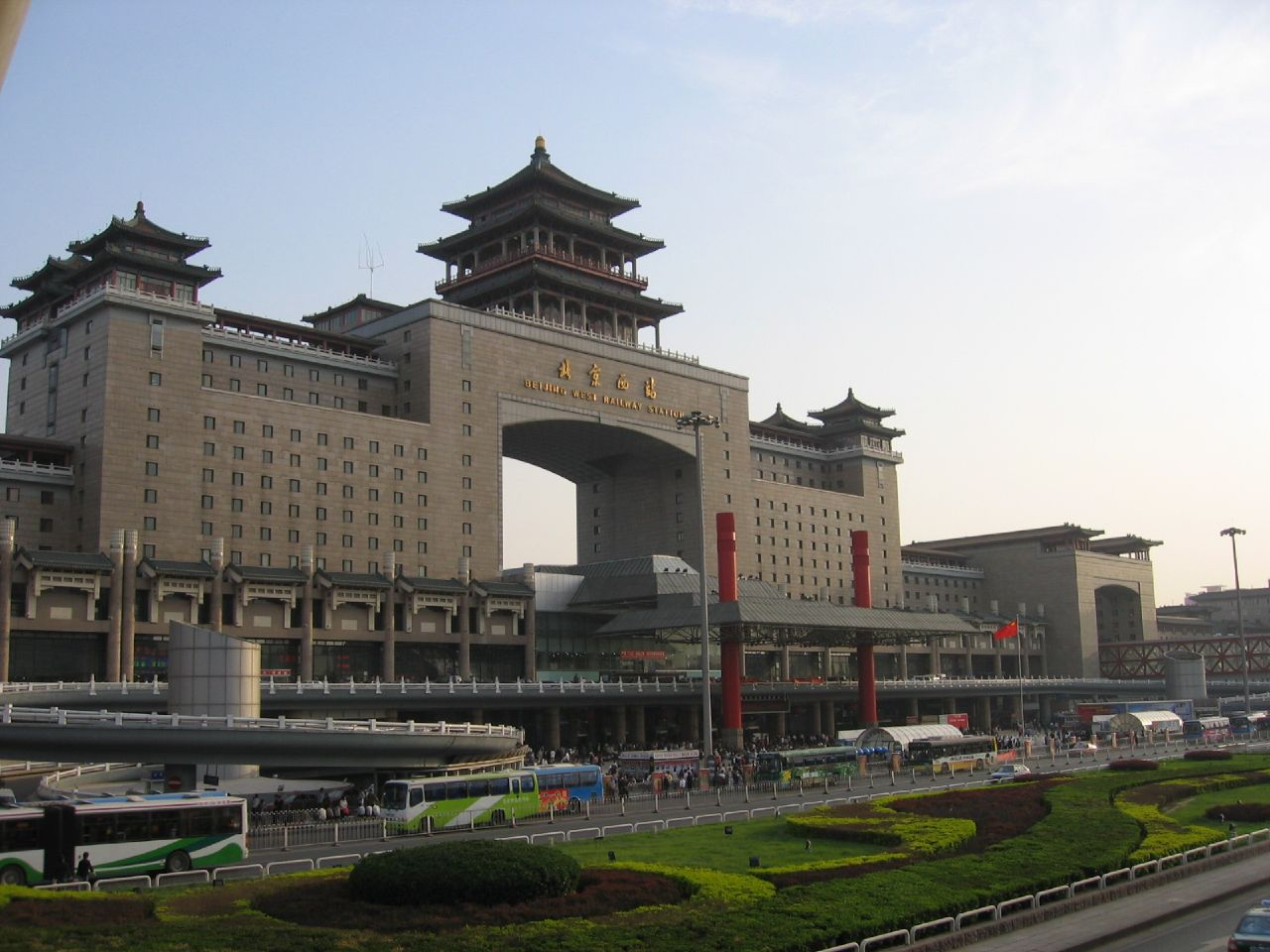
La estación ferroviaria de Pekín Oeste, inaugurada en 1996, es una de las mayores estaciones ferroviarias de Asia. La estación maneja una media de 150.000-180.000 pasajeros al día.

El ferrocarril es uno de los principales medios de transporte de pasajeros en China. En 2014, el ferrocarril realizó 2.357 millones de viajes de pasajeros y generó 1.160,48 millones de pasajeros-km, frente a los 1.456 millones de viajes y 772,8 millones de pasajeros-km de 2008. El fuerte aumento del número de viajes en tren se debe al rápido crecimiento del servicio ferroviario de alta velocidad.
La distancia media de los viajes se redujo ligeramente, pasando de 530 km a 503 km, lo que demuestra que el viaje en tren se utiliza principalmente para viajes de larga distancia. Esto contrasta enormemente con países como Alemania, donde el viaje medio en tren es de sólo unos 40 km. La diferencia puede explicarse por la casi ausencia de sistemas ferroviarios tradicionales de cercanías (bajo coste, servicio frecuente, paradas frecuentes) en China; el incipiente ferrocarril suburbano de Pekín puede ser quizá su único ejemplar en el país. Sin embargo, desde 2005 se han inaugurado varios ferrocarriles interurbanos de alta velocidad y se están construyendo muchos más; es posible que atraigan una parte cada vez mayor de los viajes de corta distancia.

### Clases de servicios
Los trenes de pasajeros se identifican por su clase de servicio (normalmente indicada por un prefijo de letras para los trenes más rápidos) seguido de tres o cuatro números que indican la oficina y la región de operación. Las sílabas en negrita se utilizarán en la emisión en las estaciones de tren, por ejemplo, C1234 se pronunciará como cheng-1234.
Los trenes que empiezan por G, C, D son conducidos por EMUs de CRH y forman la red de alta/muy alta velocidad en China, mientras que los otros son trenes convencionales con locomotora.
| Clase | Clase                       | Descripción |
| ----- | --------------------------- | --- |
| G     | Alta velocidad              | Servicio de alta velocidad de larga distancia. Velocidad máxima de 350 km/h. G1-G5998 para el servicio entre oficinas; G6001-G9998 para el servicio dentro de una oficina ferroviaria. |
| G     | Gāosù 高速                  | Servicio de alta velocidad de larga distancia. Velocidad máxima de 350 km/h. G1-G5998 para el servicio entre oficinas; G6001-G9998 para el servicio dentro de una oficina ferroviaria. |
| D     | Unidad eléctrica múltiple   | Servicio de larga distancia con UME. Velocidad máxima de 250 km/h. D1-D3998 para el servicio entre oficinas; D4001-D9998 para el servicio dentro de una oficina ferroviaria. |
| D     | Dòngchē zǔ 动车组           | Servicio de larga distancia con UME. Velocidad máxima de 250 km/h. D1-D3998 para el servicio entre oficinas; D4001-D9998 para el servicio dentro de una oficina ferroviaria. |
| C     | Interurbano                 | Servicio regional interurbano. Velocidad máxima de 200 km/h. C1-C1998 para el servicio entre oficinas; C2001-C9998 para el servicio dentro de una oficina ferroviaria. |
| C     | Chéngjì 城际                | Servicio regional interurbano. Velocidad máxima de 200 km/h. C1-C1998 para el servicio entre oficinas; C2001-C9998 para el servicio dentro de una oficina ferroviaria. |
| Z     | Direct Express              | Servicio exprés directo entre dos ciudades con pocas o ninguna parada intermedia; a menudo son trenes nocturnos. Velocidad máxima de 160 km/h. |
| Z     | Zhídá tèkuài 直达特快       | Servicio exprés directo entre dos ciudades con pocas o ninguna parada intermedia; a menudo son trenes nocturnos. Velocidad máxima de 160 km/h. |
| T     | Expreso                     | El servicio de larga distancia sólo se detiene en las capitales de provincia, en las ciudades de nivel subprovincial y en las principales prefecturas. Velocidad máxima de 140 km/h. T1-T4998 para el servicio entre oficinas; T5001-T9998 para el servicio dentro de una oficina ferroviaria.                                             |
| T     | Tèkuài 特快                 | El servicio de larga distancia sólo se detiene en las capitales de provincia, en las ciudades de nivel subprovincial y en las principales prefecturas. Velocidad máxima de 140 km/h. T1-T4998 para el servicio entre oficinas; T5001-T9998 para el servicio dentro de una oficina ferroviaria.                                             |
| K     | Rápido                      | Servicio con parada en las ciudades de la prefectura y de nivel superior. Velocidad máxima de 120 km/h. K1-K6998 para el servicio entre oficinas; K7001-K9998 para el servicio dentro de una oficina ferroviaria. |
| K     | Kuàisù 快速                 | Servicio con parada en las ciudades de la prefectura y de nivel superior. Velocidad máxima de 120 km/h. K1-K6998 para el servicio entre oficinas; K7001-K9998 para el servicio dentro de una oficina ferroviaria. |
|       | Regular rápido Pǔ kuài 普快 | Servicio regular con parada en todas las ciudades de la prefectura y de nivel superior y en algunas ciudades de nivel de condado. Velocidad máxima de 120 km/h. 1001-1998 para el servicio a través de tres oficinas; 2001-3998 para el servicio a través de dos oficinas, y 4001-5998 para el servicio dentro de una oficina ferroviaria. |
|       | Regular Pǔ kè 普客          | Servicio regular con parada en todas las estaciones de pasajeros a lo largo de la ruta. Velocidad máxima de 100 km/h. 6001-6198 para el servicio entre oficinas. 6201-7598 para el servicio dentro de una oficina ferroviaria. |
| L     | Temporal                    | Servicio adicional de vacaciones, especialmente para los viajeros del Año Nuevo chino, ofrece tres clases de servicio de tren regular de pasajeros, tren regular rápido y tren rápido. L1001-L6998 para el servicio entre oficinas; L7001-L5998 para el servicio dentro de una oficina ferroviaria.                                        |
| L     | Lín kè 临客                 | Servicio adicional de vacaciones, especialmente para los viajeros del Año Nuevo chino, ofrece tres clases de servicio de tren regular de pasajeros, tren regular rápido y tren rápido. L1001-L6998 para el servicio entre oficinas; L7001-L5998 para el servicio dentro de una oficina ferroviaria.                                        |
| Y     | Turista                     | Servicio de verano a destinos turísticos. Y1-Y498 para el servicio entre oficinas; Y501-998 para el servicio dentro de una oficina ferroviaria. |
| Y     | Lǚyóu 旅游                  | Servicio de verano a destinos turísticos. Y1-Y498 para el servicio entre oficinas; Y501-998 para el servicio dentro de una oficina ferroviaria. |

### Tipos de coches
Los nuevos servicios de trenes de alta velocidad (clases G, C y D) que utilizan unidades múltiples eléctricas tienen los siguientes tipos de coches:

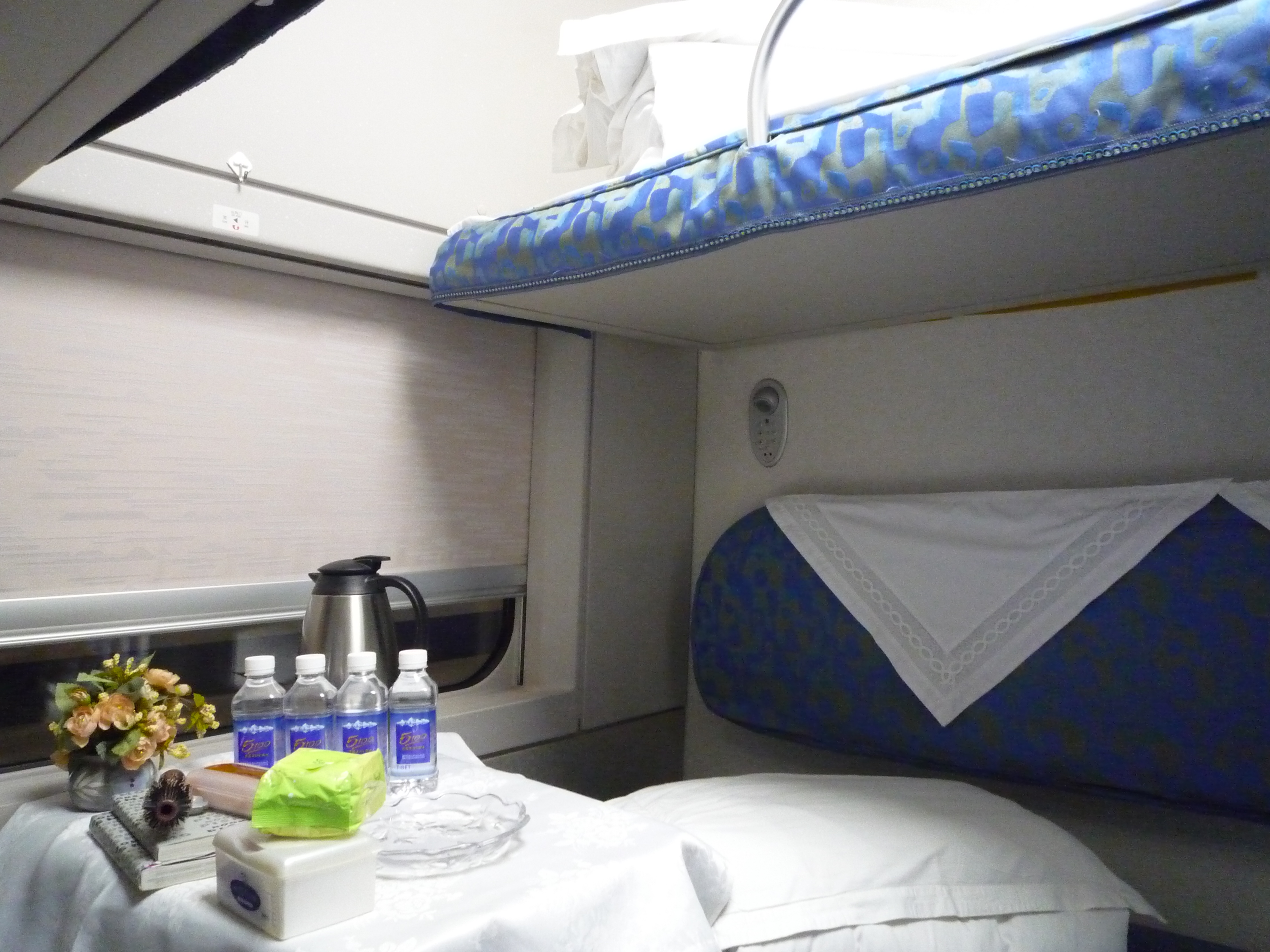
Compartimento para dormir (WR) del tren CRH2.
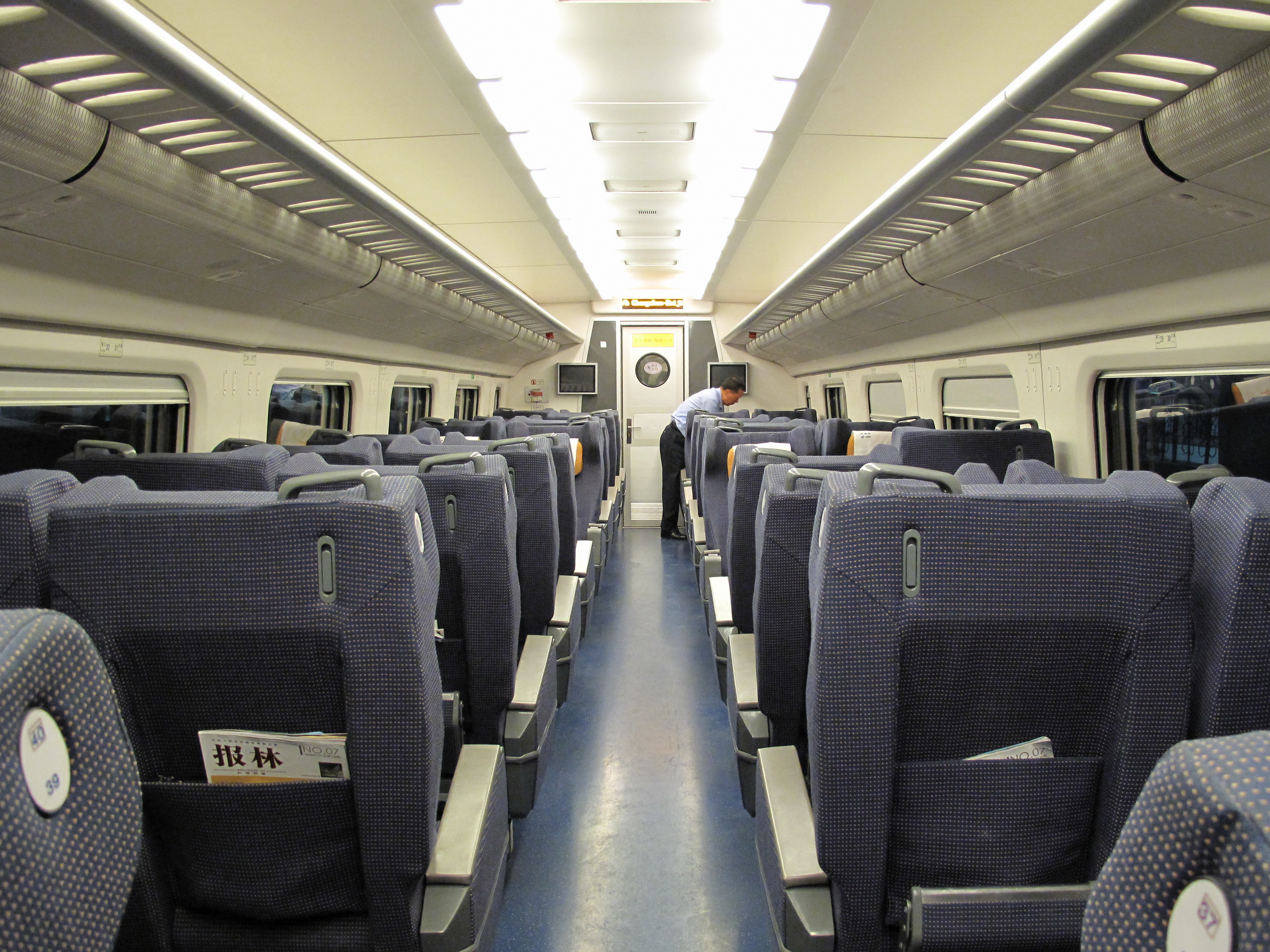
Vagón de primera clase (ZY) del tren CRH5A.
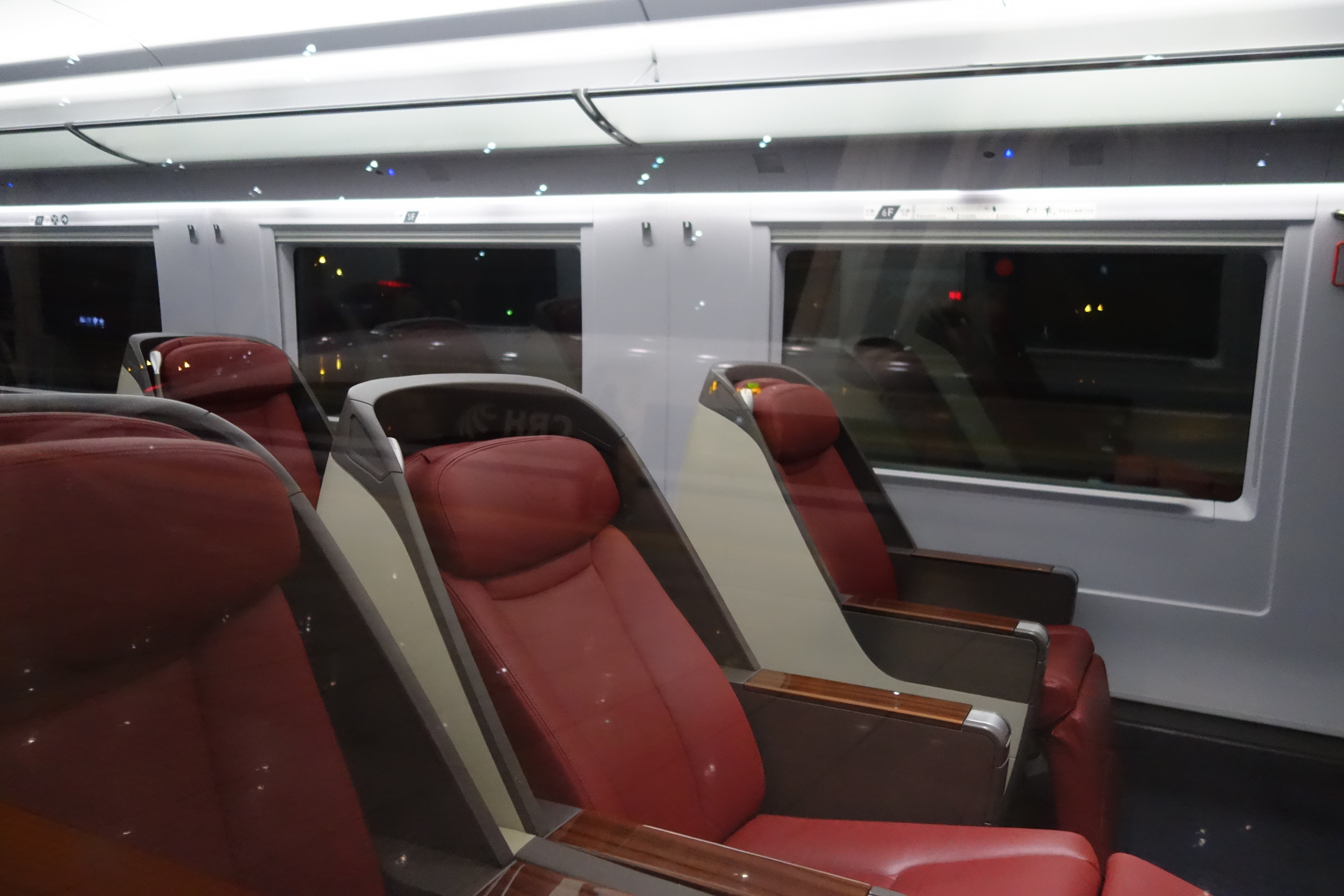
Vagón de clase preferente (SW) del tren CRH380CL.
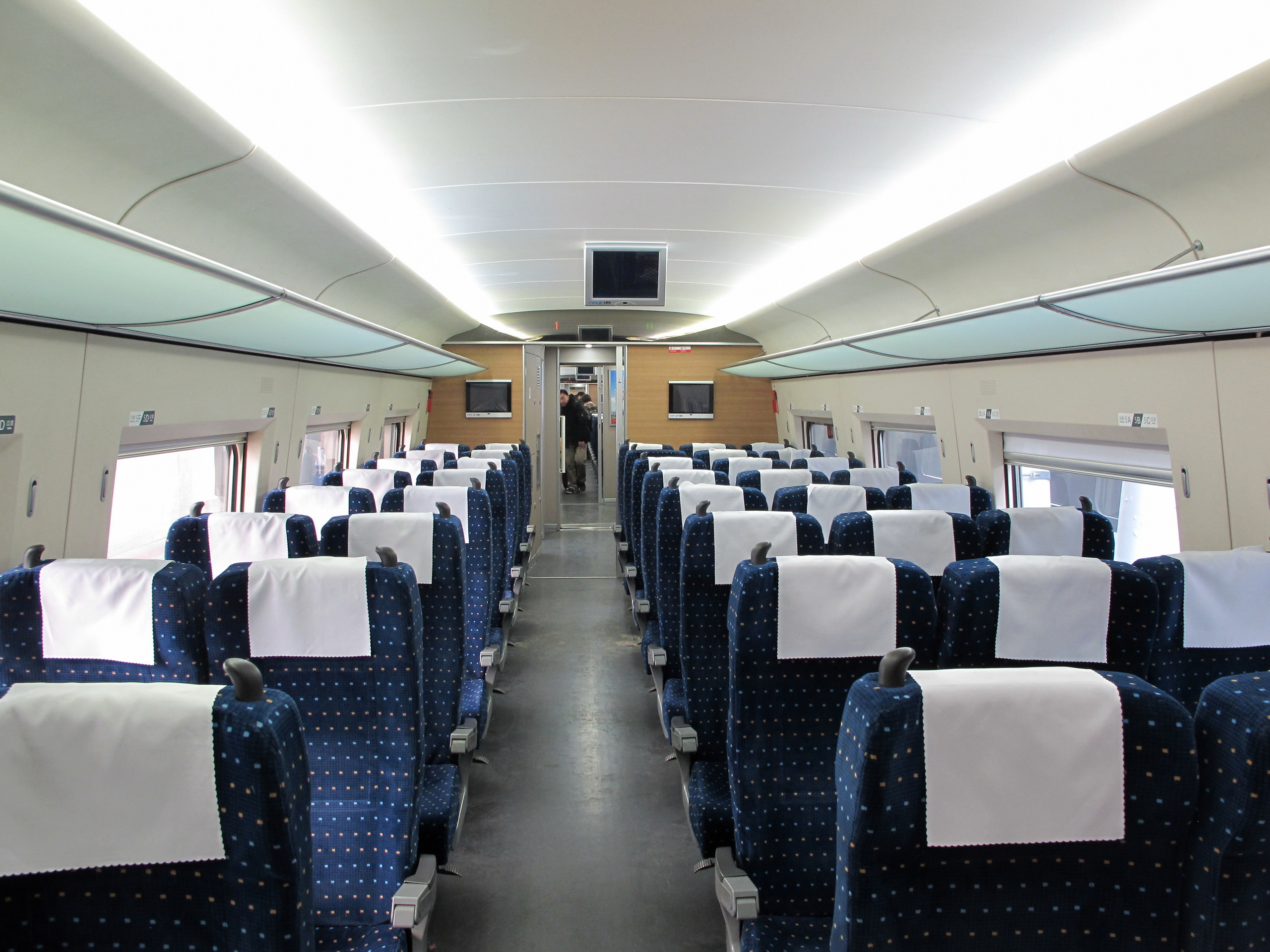
Vagón de segunda clase (ZE) del tren CRH380A.
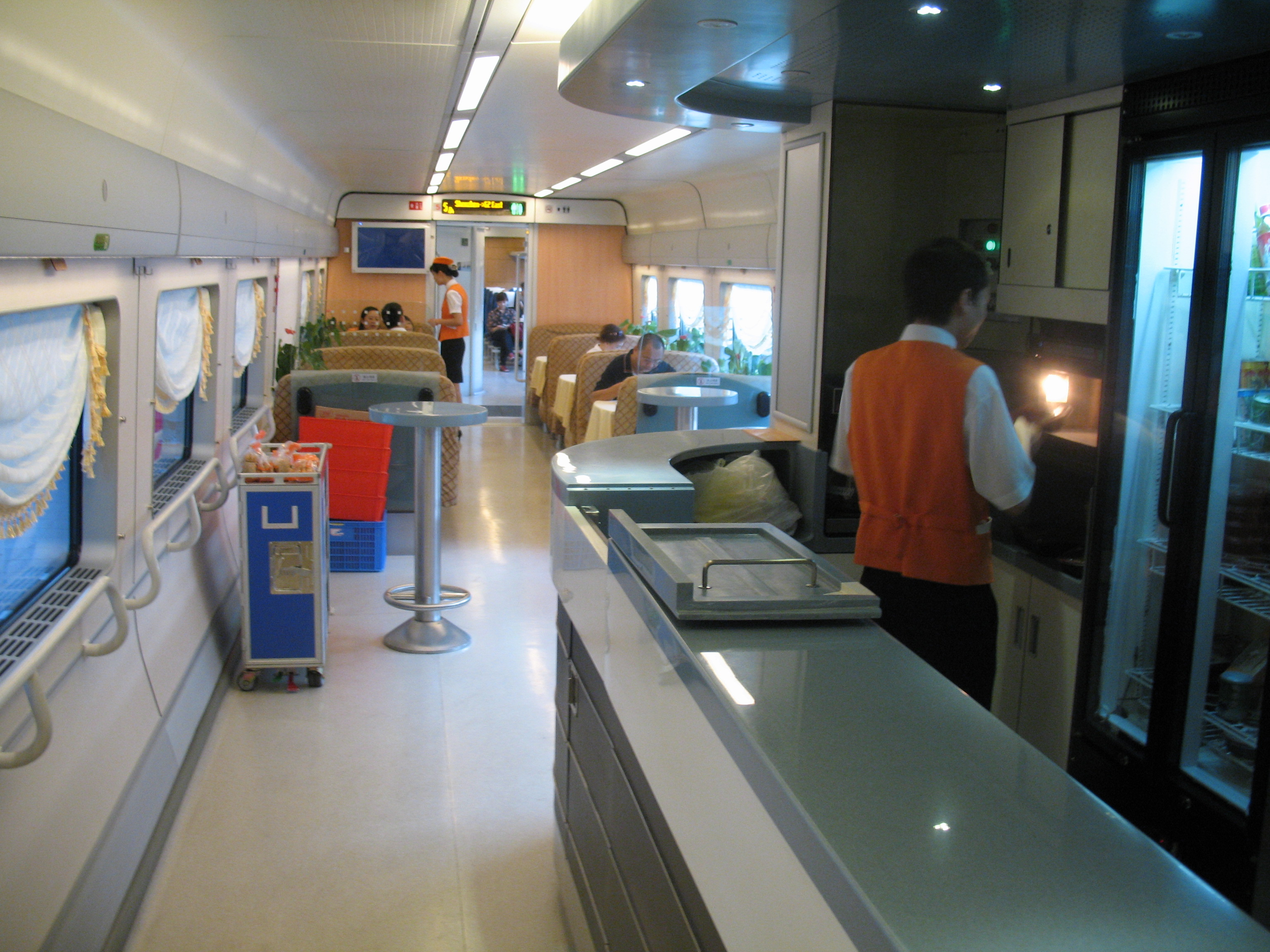
Vagón comedor (CA) del tren CRH1.

- Los coches cama de alta velocidad (WR), con capacidad para 40 personas, tienen 20 compartimentos cerrados con dos literas cada uno. Algunos trenes disponen de un coche cama de lujo de alta velocidad (WG), con capacidad para 40 personas y ocho compartimentos más amplios. Las literas de alta velocidad se encuentran en algunos trenes nocturnos de clase D.
- Los vagones de primera clase (ZY), con capacidad para 44-72 personas, tienen asientos de felpa parcialmente reclinables y tomas de corriente, hay cuatro asientos en cada fila.
- Los vagones de clase preferente (SW), con capacidad para 24-56 personas, se encuentran en algunos trenes de alta velocidad como el CRH380A y el CRH380BL. Disponen de asientos tipo sofá reclinables con televisores de pantalla plana, tomas de corriente y otras comodidades. Sólo están disponibles en los trenes G y en algunos trenes D.
- Los vagones de segunda clase (ZE), con capacidad para 83-101, tienen los asientos más asequibles de los trenes de alta velocidad, hay cinco asientos en cada fila.

La mayoría de los trenes de alta velocidad disponen de vagones restaurante (CA). Algunos disponen de coches de observación (ZYG, ZEG, SWG) que se adhieren a la parte delantera o al final del tren.

Los siguientes tipos de vagones se encuentran en los trenes tradicionales que no son de alta velocidad:

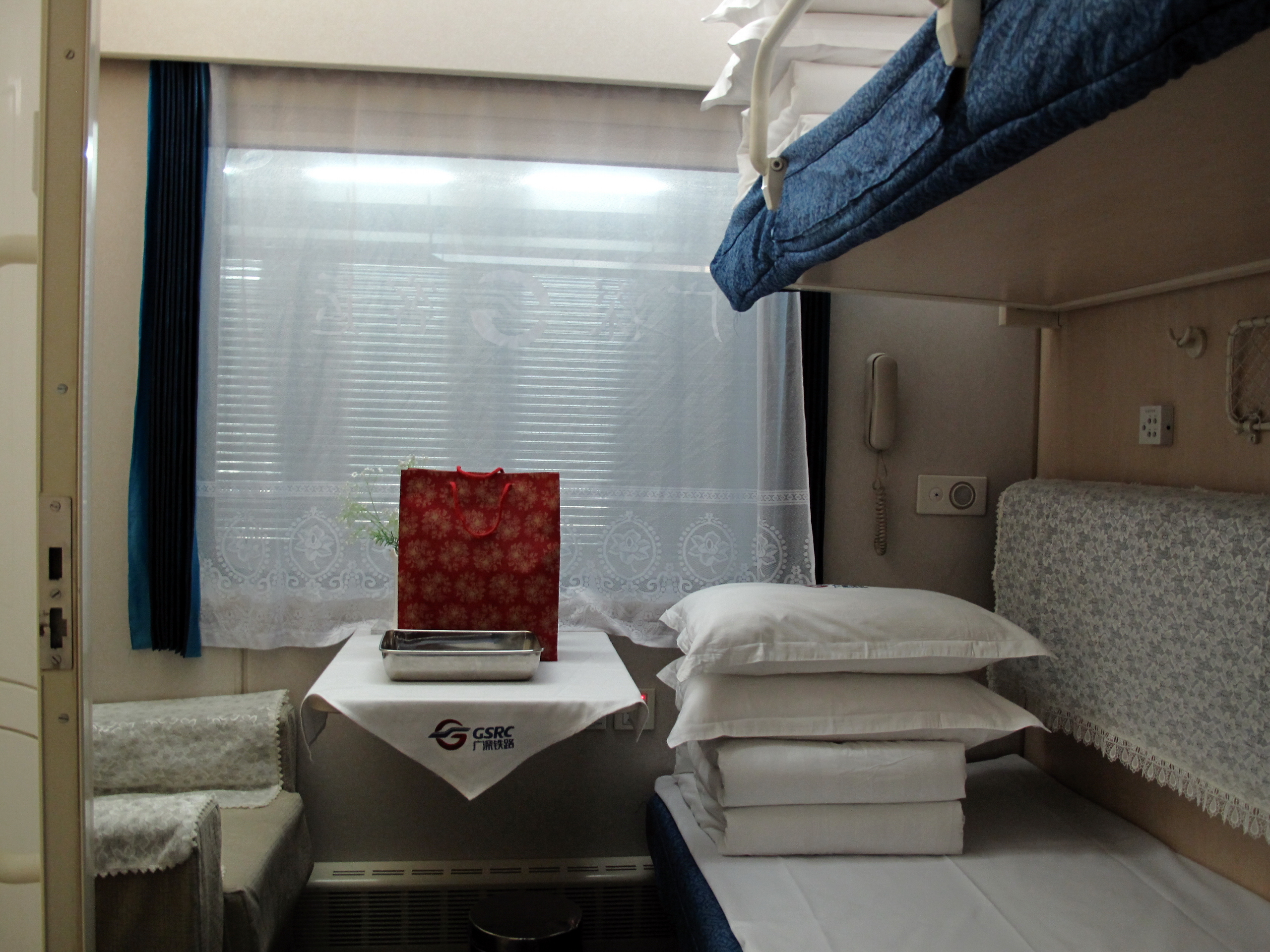
Coche cama de lujo.
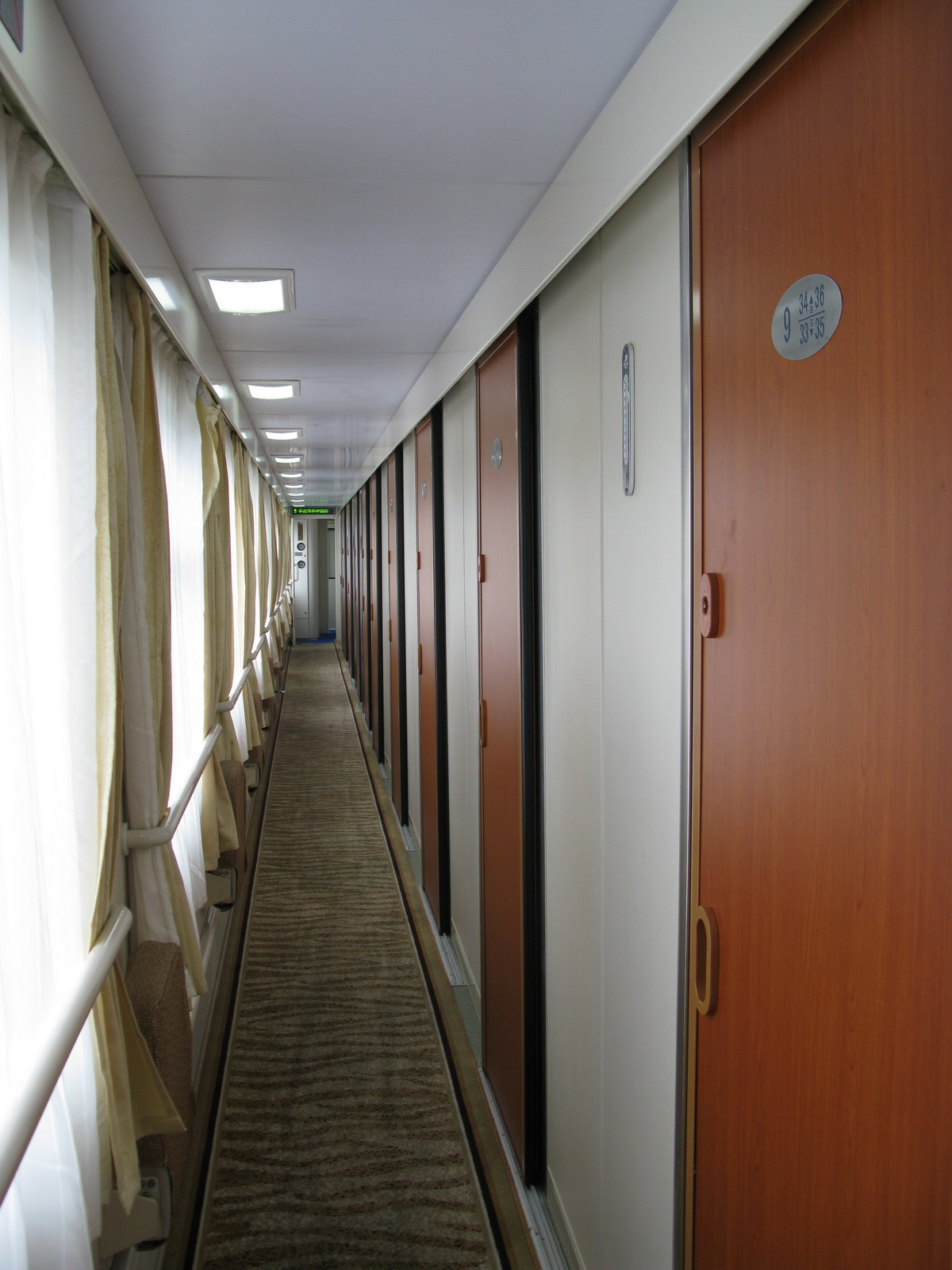
Coche cama (RW).
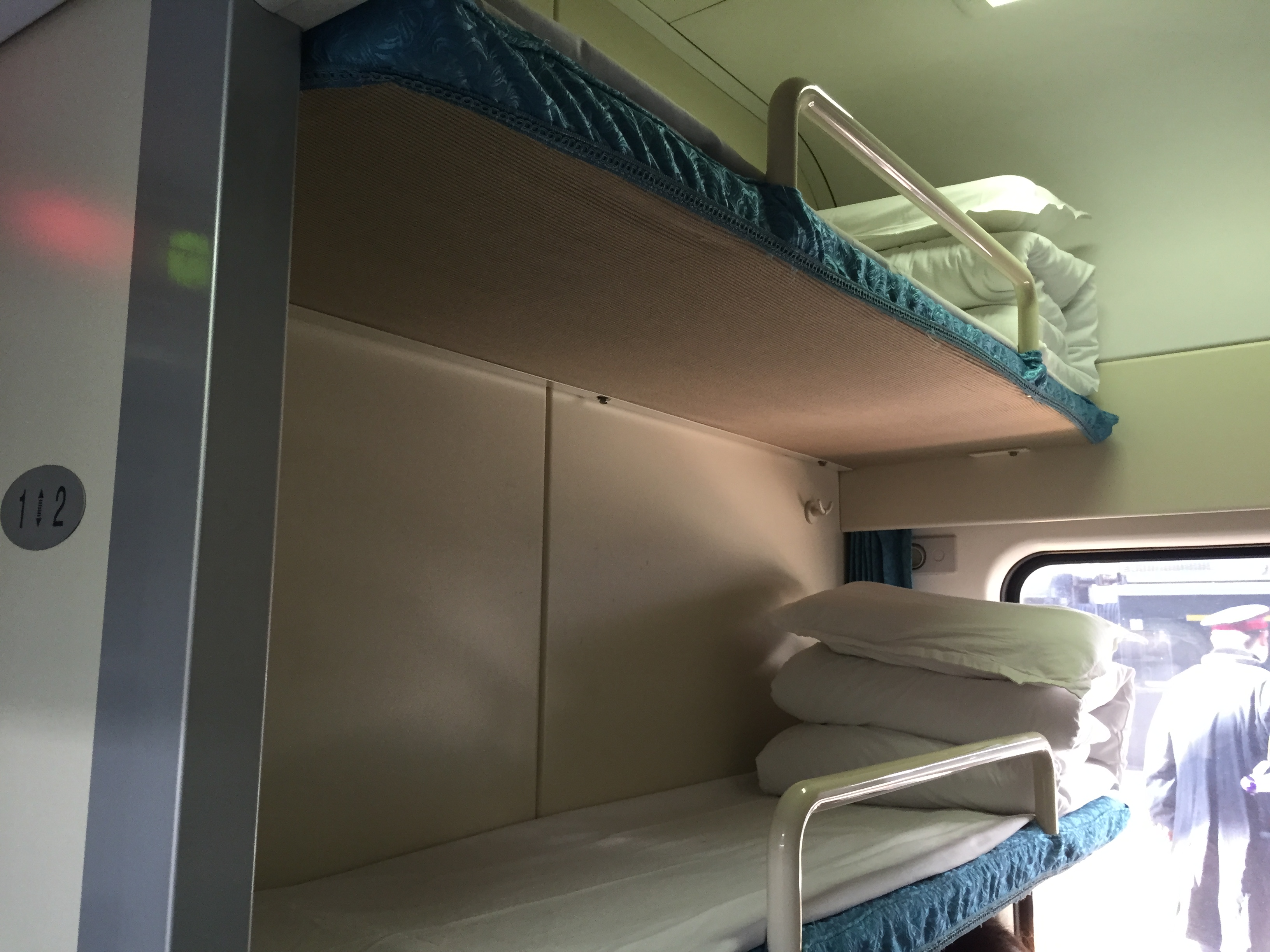
Camas semicompartimentadas (YW) en vagones de 25T.
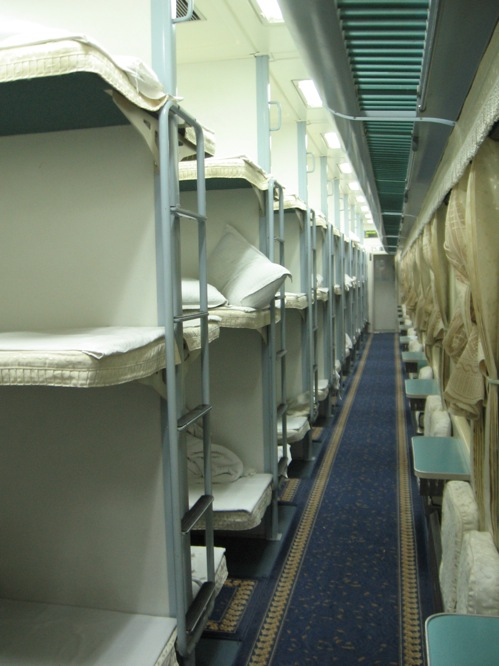
Coche cama abierto (YW).
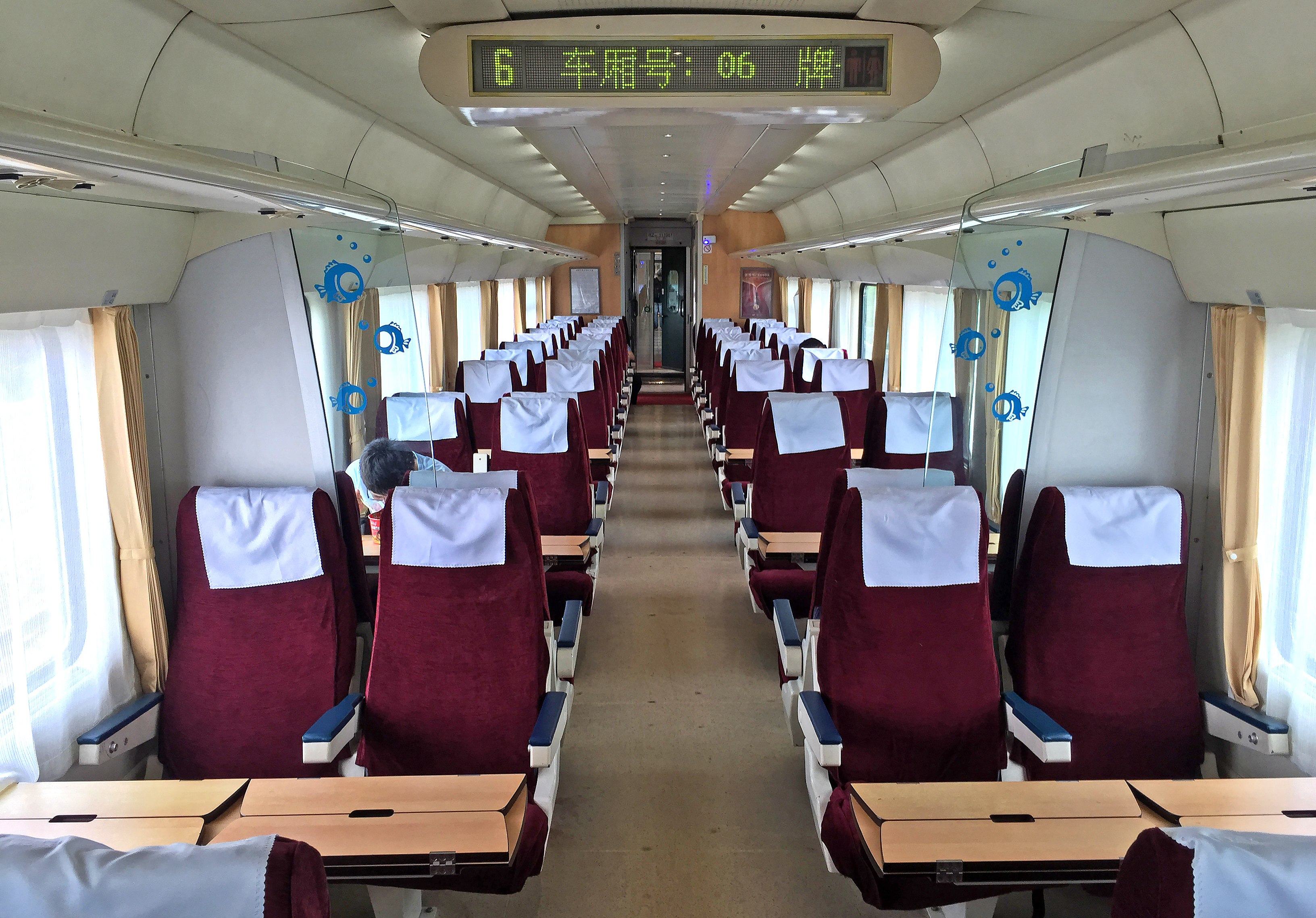
Coche de asientos blandos (RZ).
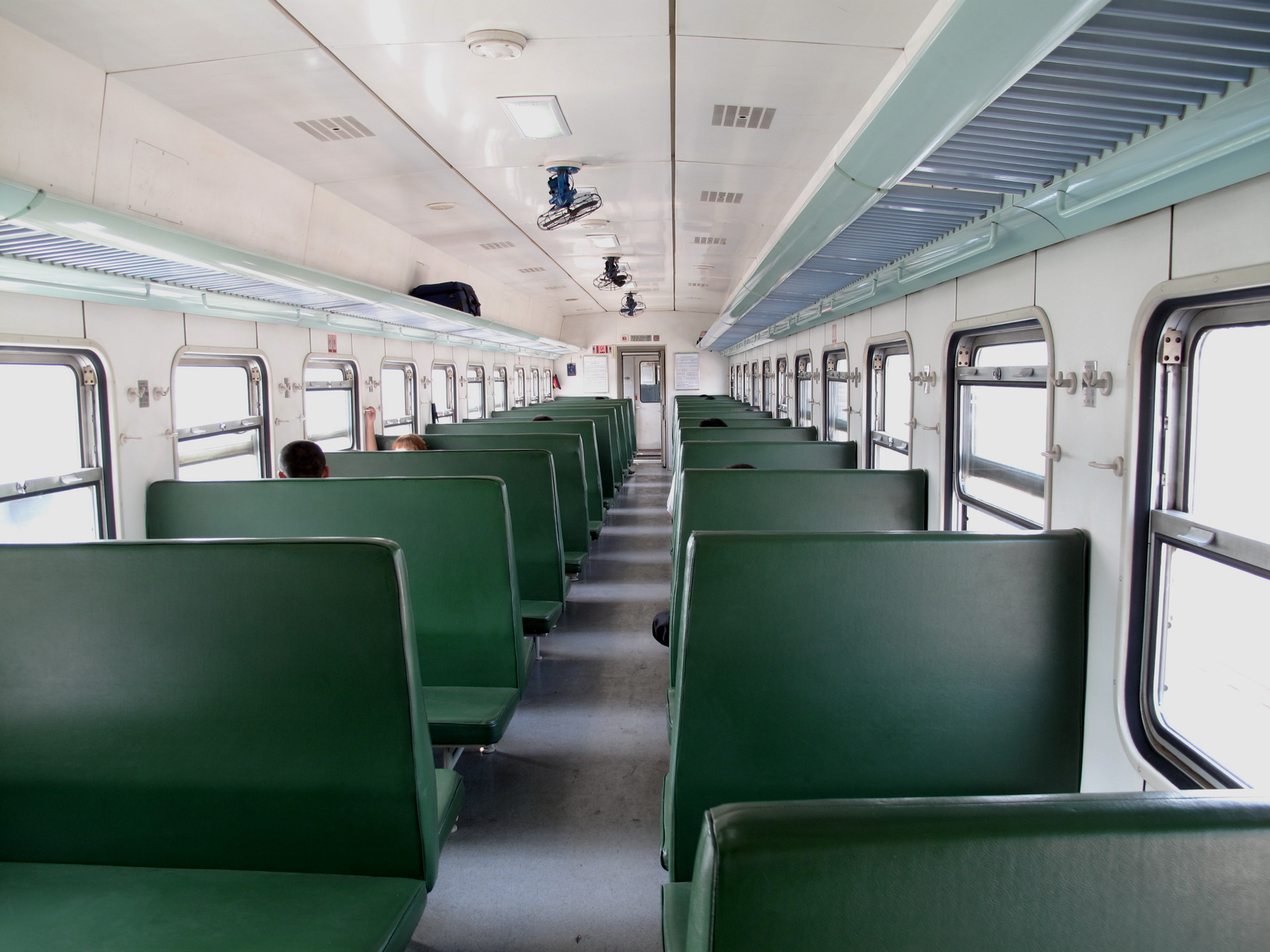
Coche de asientos duros (YZ) sin aire acondicionado.

- Los coches cama blandos de lujo, con capacidad para 20-36 personas, disponen de compartimentos de dos literas con baño privado y televisión. La mayoría de los trenes de larga distancia llevan este vagón junto con los vagones cama blandos.
- Los coches cama blandos (RW), con capacidad para 36 personas (50 en los coches de dos pisos (SRW)), disponen de compartimentos cerrados con cuatro literas. Las literas superiores se pueden abatir para poder sentarse en las inferiores.
- Los coches cama (YW), con capacidad para 60-66 (76-80 en los coches de dos pisos (SYW)), tienen 11 bahías abiertas o semicompartimentos con seis literas en cada uno. Dentro de cada bahía, las literas están apiladas tres en cada lado (inferior, medio y superior). Las literas inferiores son las más caras y las superiores, las menos.
- Los vagones de asientos blandos (RZ), con capacidad para 72-88 personas (108-110 en los vagones de dos pisos (SRZ)), tienen asientos de felpa y más espacio para las piernas y sólo están disponibles en algunos trenes de las clases K, T e Y.
- Los vagones de asiento duro (YZ), con capacidad para 116-128 personas (170-180 en los vagones de dos pisos (SYZ)), tienen asientos acolchados pero rígidos y constituyen la opción de asiento más básica en los trenes que no son de alta velocidad (clases K, T, Z, L, regular rápida, regular). En los trenes abarrotados, los viajeros con billetes para ir de pie se colocan en los pasillos de los vagones con asientos duros.

Los trenes de larga distancia disponen de coches comedor (CA).

### Vacaciones
La demanda de billetes aumenta drásticamente durante el Año Nuevo chino y las dos vacaciones de la Semana Dorada, a principios de mayo y octubre, ya que muchos trabajadores inmigrantes y estudiantes vuelven a casa y los viajeros se van de vacaciones. Las Semanas Doradas son los días festivos organizados el Primero de Mayo (1 de mayo) y el Día Nacional (1 de octubre). El Año Nuevo chino, también llamado Fiesta de la Primavera, sigue el calendario lunar y se celebra en enero o febrero.
En 2009, la duración de las vacaciones de mayo se redujo de una semana a un fin de semana largo, pero el tráfico festivo siguió siendo fuerte, estableciendo un récord de un día de 6,54 millones de pasajeros transportados por la red ferroviaria china el 1 de mayo de 2009.
El período de un mes antes, durante y después del Año Nuevo chino se conoce como Chunyun o "transporte de primavera" para los ferrocarriles chinos. Durante este periodo, el servicio de trenes aumenta para satisfacer la demanda de una de las mayores migraciones humanas anuales del mundo. Dado que el transporte ferroviario es el método más barato para los viajeros de larga distancia en China, el ferrocarril es el método de transporte más importante durante el periodo Chunyun. Por ejemplo, durante los 40 días del periodo Chunyun de 2007, se calcula que 156 millones de pasajeros viajaron en tren, lo que corresponde a 3,9 millones de pasajeros al día, frente a la media global de 2,4 millones al día. Para empeorar aún más la situación, el tráfico está muy desequilibrado: antes del Año Nuevo chino, los pasajeros viajan principalmente desde las grandes ciudades y después de la festividad, el tráfico se invierte. Aunque funcionan cientos de trenes temporales, los billetes de tren siguen siendo escasos. Los trenes van muy llenos durante este periodo, por ejemplo; un vagón de pasajeros con 118 asientos puede albergar a más de 200 personas.

## Transporte de mercancías

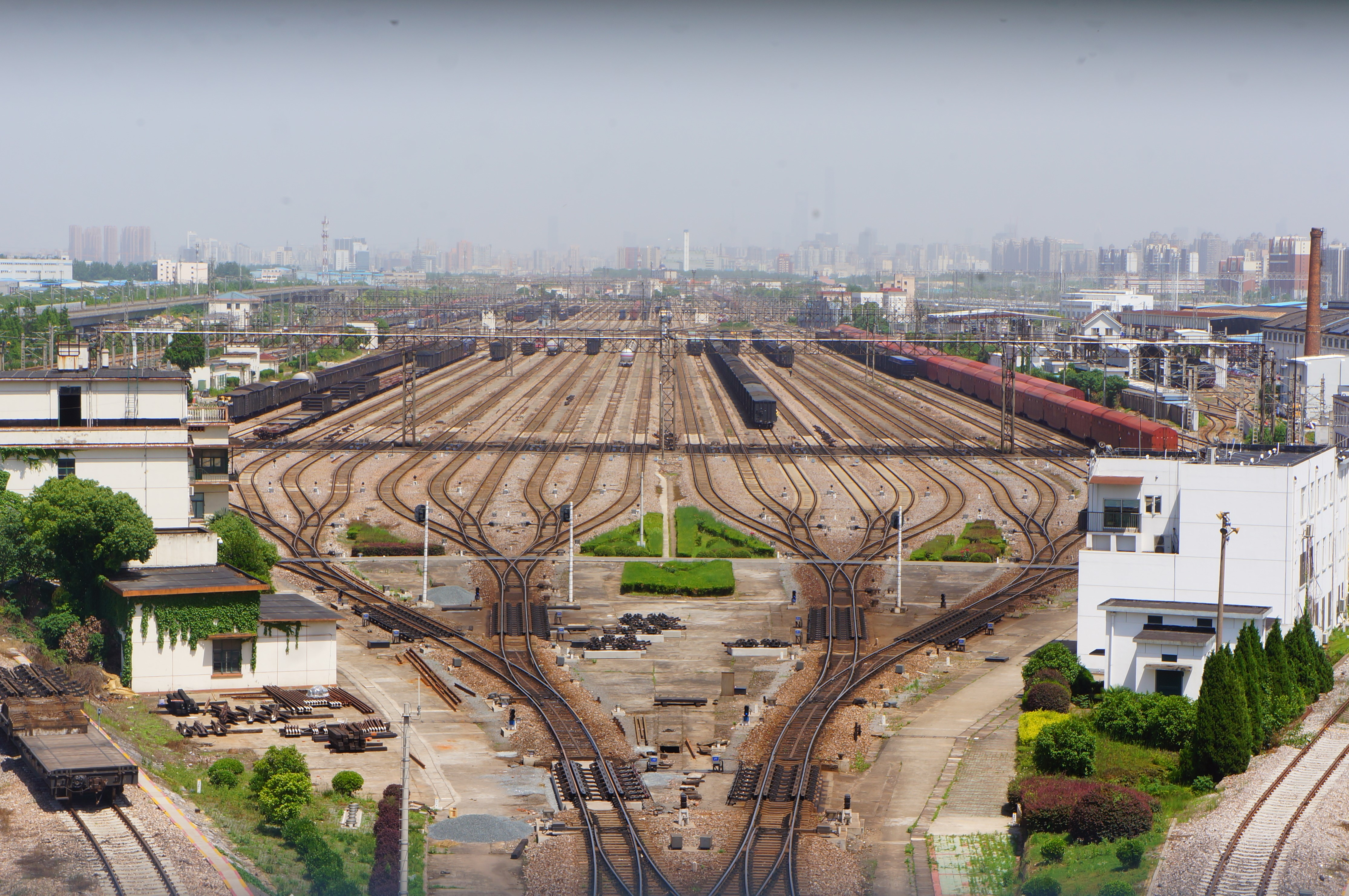
Patio de clasificación de Nanxiang, en Shanghái.

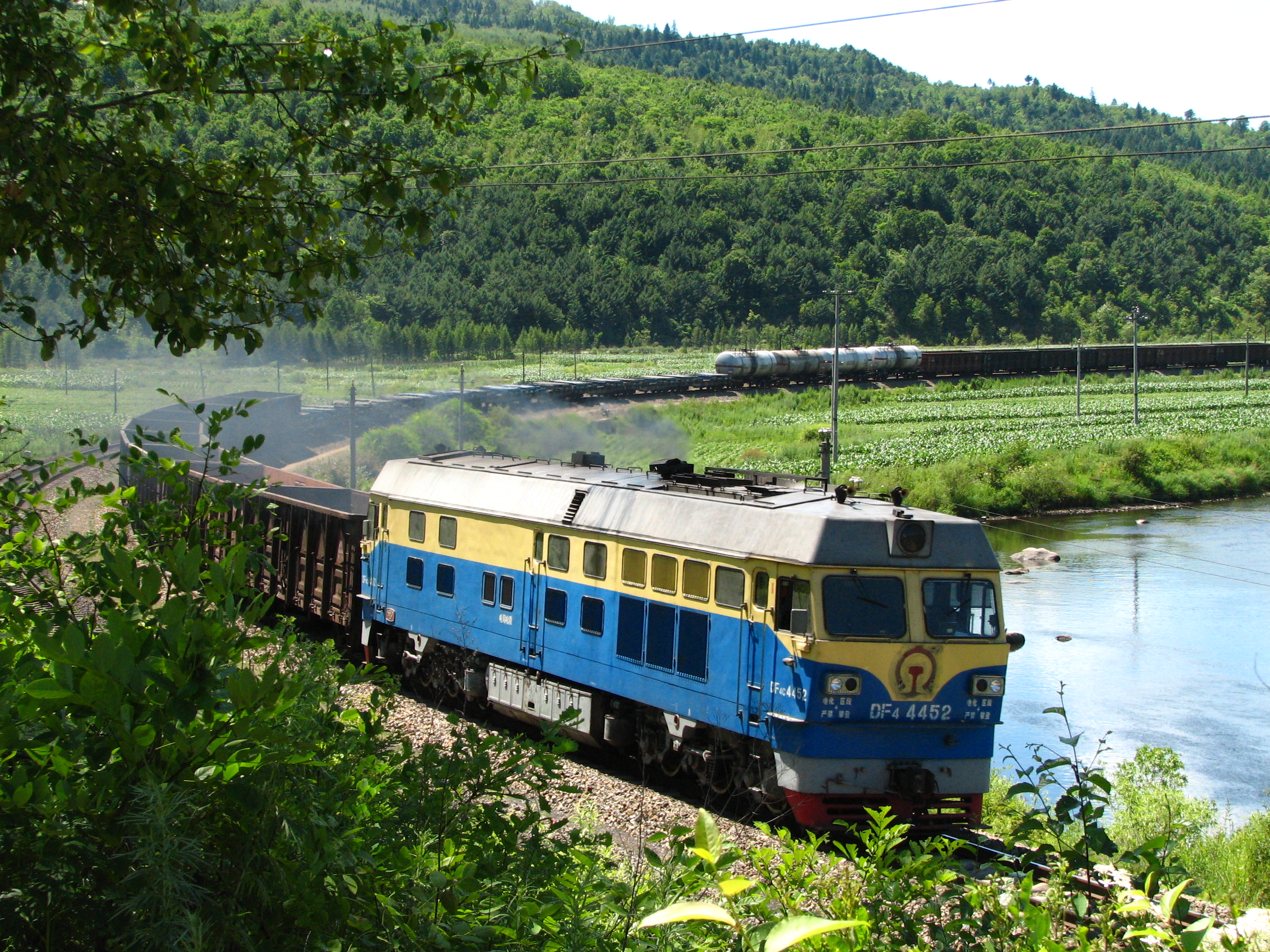
Tren de mercancías en el ferrocarril Suihua-Jiamusi en Yichun, provincia de Heilongjiang.

Los trenes de mercancías en China se utilizan principalmente para el transporte de carga a granel. La carga más importante es el carbón, que representa más de la mitad del tonelaje total de carga ferroviaria. En 2013, se enviaron 2.322 millones de toneladas de carbón en trenes en China, alrededor del 58% del tonelaje total de carga ferroviaria de 3.967 millones. Otra quinta parte del transporte de mercancías por ferrocarril se dedicó a las menas y minerales, que fueron 851 millones de toneladas (21,5%) en 2013. Otras categorías importantes de mercancías a granel son los cereales (110 millones de toneladas, el 2,77% en 2013) y los fertilizantes (87 millones de toneladas, el 2,19% en 2013). La carga de contenedores constituye una pequeña fracción del total de mercancías, unos 88 millones de toneladas o el 2,21% en 2013. A pesar de las impresionantes estadísticas de pasajeros, el ferrocarril de mercancías en China va a la zaga de otros países como EE. UU., donde alrededor del 40% de todo el tonelaje se transporta por ferrocarril, según la Administración Federal de Ferrocarriles de EE. UU., o Suiza, donde una proporción similar de toneladas-kilómetro de mercancías se transporta por ferrocarril. En China, esa cifra es solo del 8% en 2016 y del 77% en el caso de las autopistas, de un total de 43.000 millones de toneladas, pero se espera que la cuota del ferrocarril aumente debido a la nueva normativa medioambiental en materia de contaminación atmosférica, que se espera que obligue a millones de camiones a abandonar las carreteras.
Casi todos los ferrocarriles de mercancías en China se utilizan para el transporte nacional. La carga ferroviaria internacional ascendió a 58 millones de toneladas en 2013, alrededor del 1,46% del tonelaje total de carga. Los cuatro mayores puertos de entrada por ferrocarril, Manzhouli, Suifenhe, Erenhot y Alashankou, representaron 56 millones de toneladas, el 96,5% del total.
Las ciudades del interior de China han abierto rutas internacionales de transporte de mercancías por ferrocarril para promover el comercio. En 2011, Chongqing inició un servicio de transporte de mercancías a Duisburgo (Alemania) a través de Kazajistán, Rusia y Polonia. La ruta redujo el tiempo de envío de cinco semanas por mar a unas dos semanas, y cuesta un 80% menos que la carga aérea.

## Transporte militar

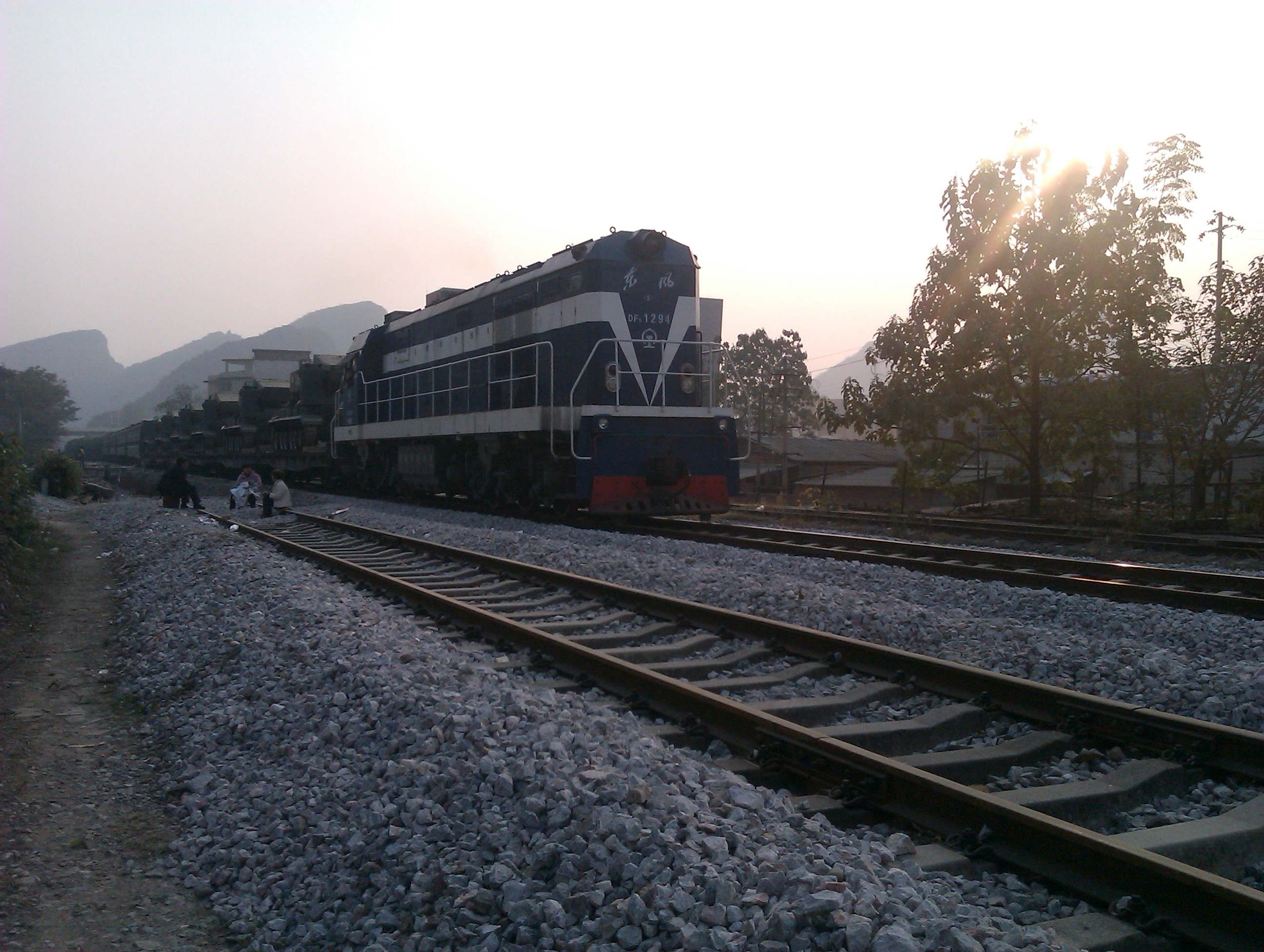
Un tren militar cerca de Guilin.

El Ejército Popular de Liberación (EPL) utiliza el sistema ferroviario para transportar personal, suministros y armas convencionales y estratégicas. Los militares solían desempeñar un papel más destacado en el desarrollo y la gestión del ferrocarril. El Cuerpo de Construcción de Ferrocarriles del EPL, que en la década de 1950-1970 construyó muchas de las vías férreas del suroeste, se convirtió en una empresa civil en 1984 y es ahora la Corporación de Construcción de Ferrocarriles de China. Durante un tiempo, durante la Revolución Cultural, todo el Ministerio de Ferrocarriles quedó bajo el mando del EPL.

## Material rodante

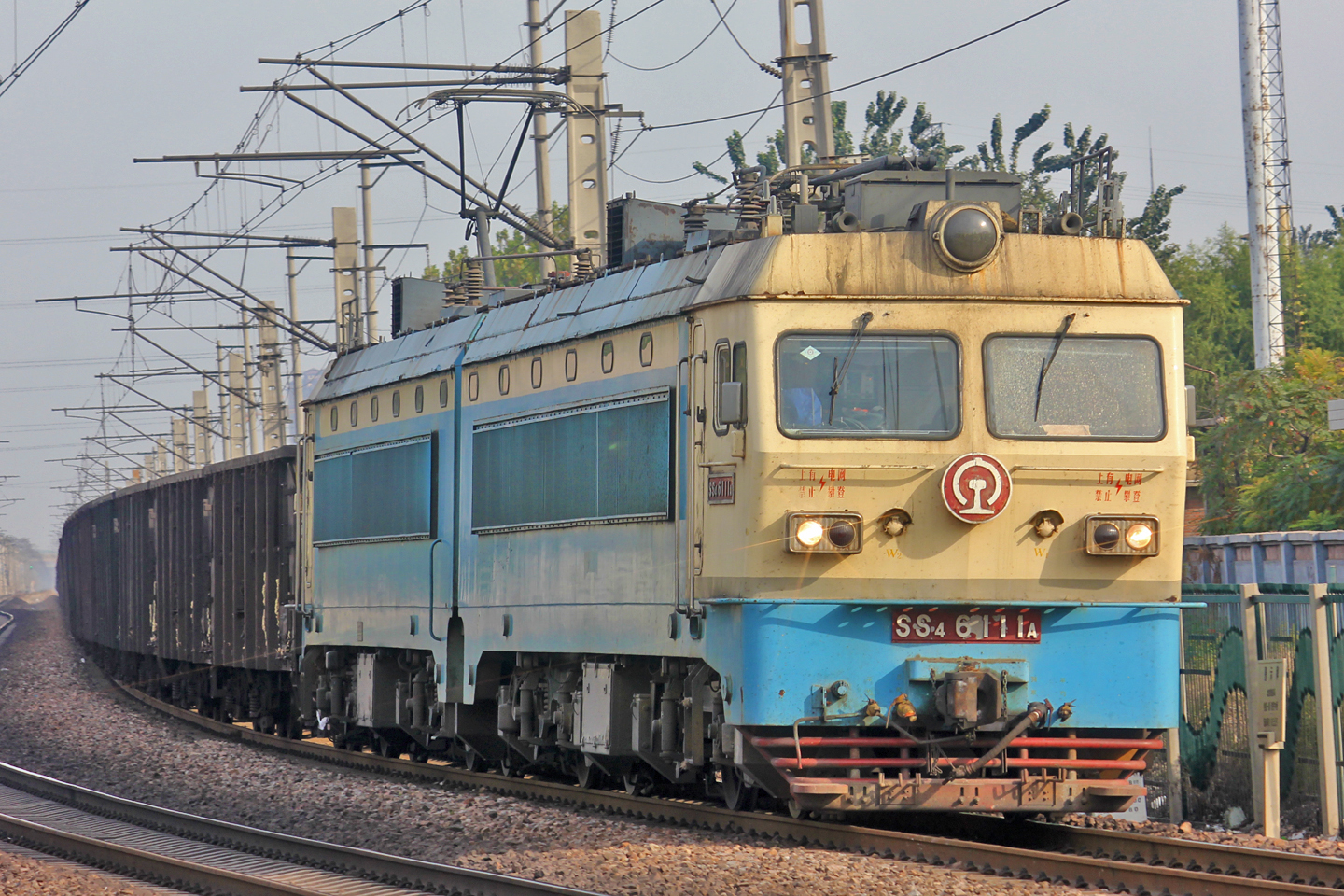
Una locomotora eléctrica SS4 tirando de vagones de carbón en el ferrocarril Shijiazhuang-Dezhou.

En 2013, el inventario ferroviario de China incluía 21.100 locomotoras, un aumento neto de 261 respecto al año anterior. Las locomotoras eléctricas representaban el 55,0% del total, mientras que las locomotoras diésel representaban casi todo el resto. En 2011 había 19.431 locomotoras propiedad del sistema ferroviario nacional. Otras 352 locomotoras son propiedad de ferrocarriles locales y 604 son operadas por ferrocarriles de empresa conjunta.
El inventario en los últimos tiempos incluía unas 100 locomotoras de vapor, pero la última de ellas, construida en 1999, está ahora en servicio como atracción turística, mientras que las demás han sido retiradas del servicio comercial.

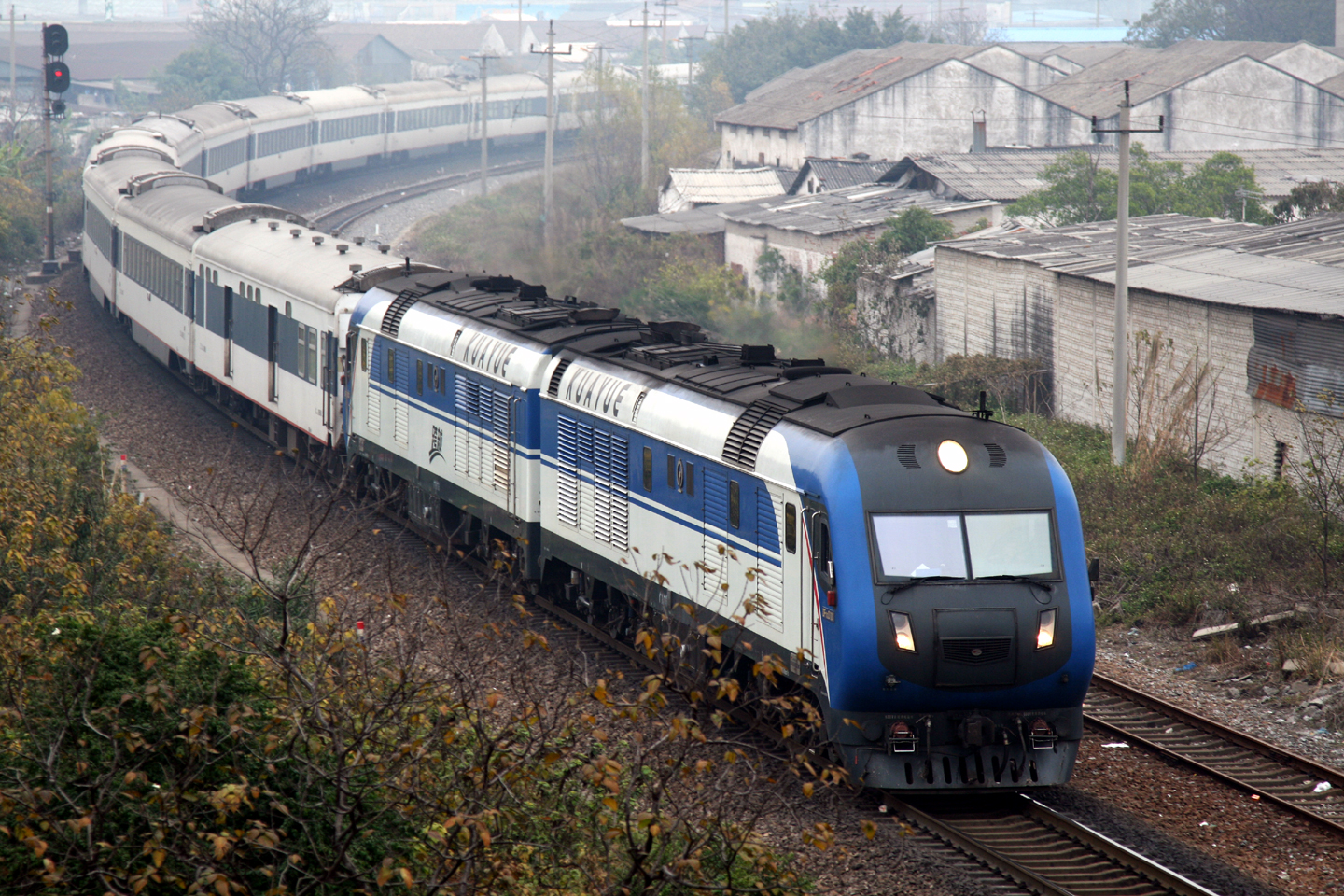
Una locomotora diésel DF11G tirando de trenes de pasajeros en la línea ferroviaria Guangzhou-Maoming en los suburbios de Guangzhou en 2008.

Entre los tipos más comunes de locomotoras chinas se encuentran la serie diésel DF (Dongfeng o "East Wind"), la serie eléctrica SS (Shaoshan) y la serie HX (Hexie o "Harmony"). En la primera década del siglo XXI, China comenzó a importar y producir locomotoras eléctricas de transmisión AC/DC-AC; las más numerosas son las locomotoras de la serie HXD "Harmony" para cargas de mercancías. La mayoría de los trenes modernos, por ejemplo para el servicio de China Railway High-speed, se importan o se producen en China mediante acuerdos de transferencia de tecnología.
En 2013, había 60.600 coches de pasajeros, el 85,9% de los cuales tenían aire acondicionado. Las unidades múltiples eléctricas del Harmony Express sumaron 1.411 conjuntos y 13.696 coches. Los vagones de carga sumaron 710.100. En 2011, había 52.130 vagones de pasajeros y 622.284 vagones de mercancías.

### Material rodante de alta velocidad
- China Railway High-speed (CRH): CRH1, CRH2, CRH3, CRH5, CRH6, CRH380A
- Zefiro 380
- X 2000
- Blue Arrow
- China Star

## Conexiones internacionales
China es miembro de la Unión Internacional de Ferrocarriles (UIC). El código de país UIC para China es el 33. Los ferrocarriles chinos han adoptado y comenzado a aplicar la norma de comunicaciones ferroviarias inalámbricas GSM-R. China es también signataria del Acuerdo de la Red Ferroviaria Transasiática, una iniciativa de la Comisión Económica y Social de la ONU para Asia y el Pacífico para promover la integración de las redes ferroviarias de Europa y Asia.

### Enlaces actuales y pasados
Hay servicios internacionales de trenes de pasajeros con destinos en:
- Kazajistán, Mongolia y Rusia. Estos países utilizan un gálibo de 1.520 mm, por lo que existe un cambio de ancho.
- Hong Kong SAR y Corea del Norte. Éstos utilizan el ancho de vía estándar.
- Vietnam. Aunque Vietnam utiliza predominantemente un ancho de vía de 1.000 mm, la línea que va desde Hanói hasta la frontera entre China y Vietnam, que es la única línea que actualmente recibe un servicio internacional de trenes de pasajeros desde China, es de ancho mixto. Por lo tanto, no hay problemas de cambio de ancho de vía en el servicio.

#### Hong Kong

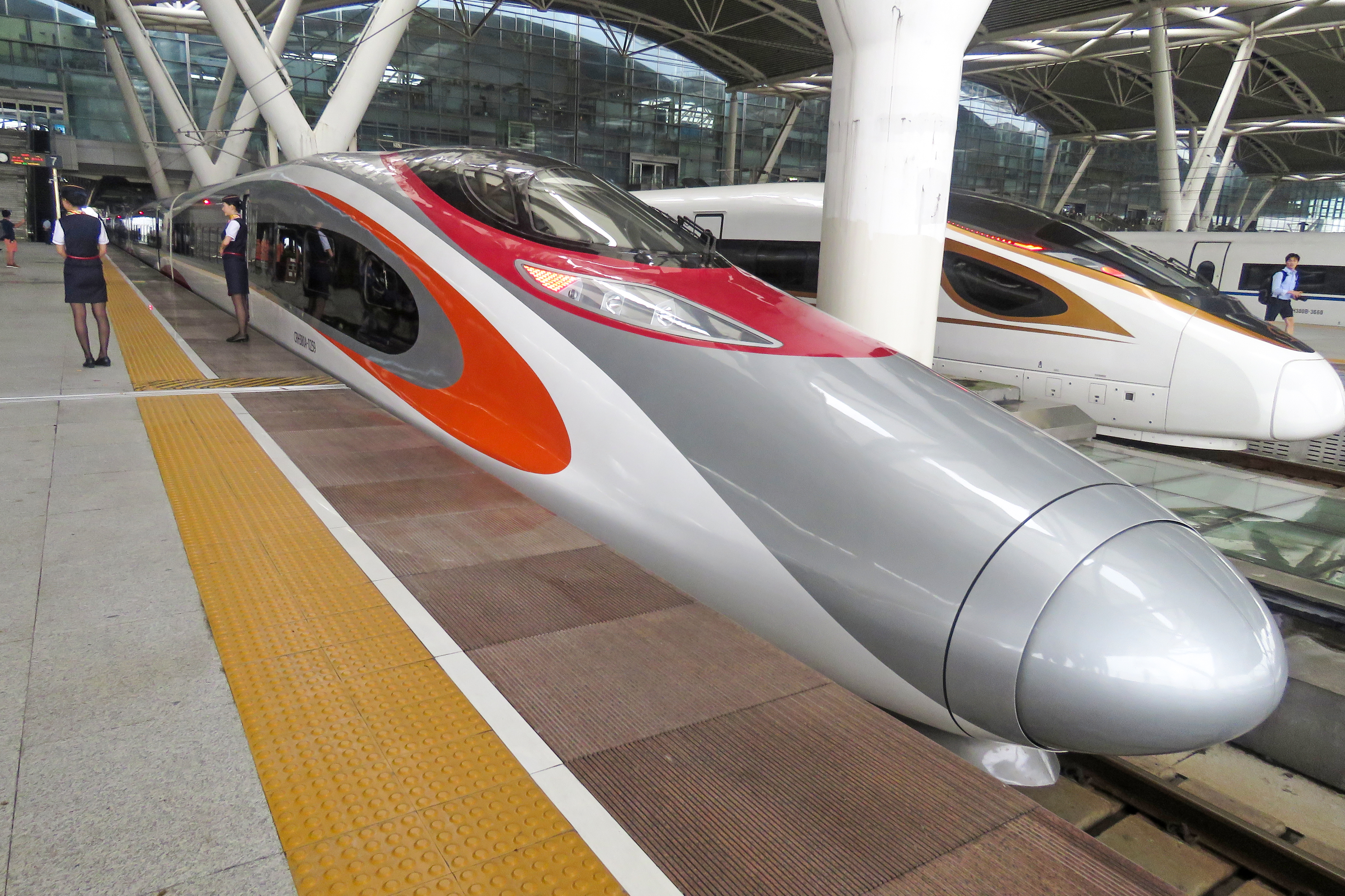
Un tren MTR Vibrant Express en la estación de tren de Guangzhou Sur.
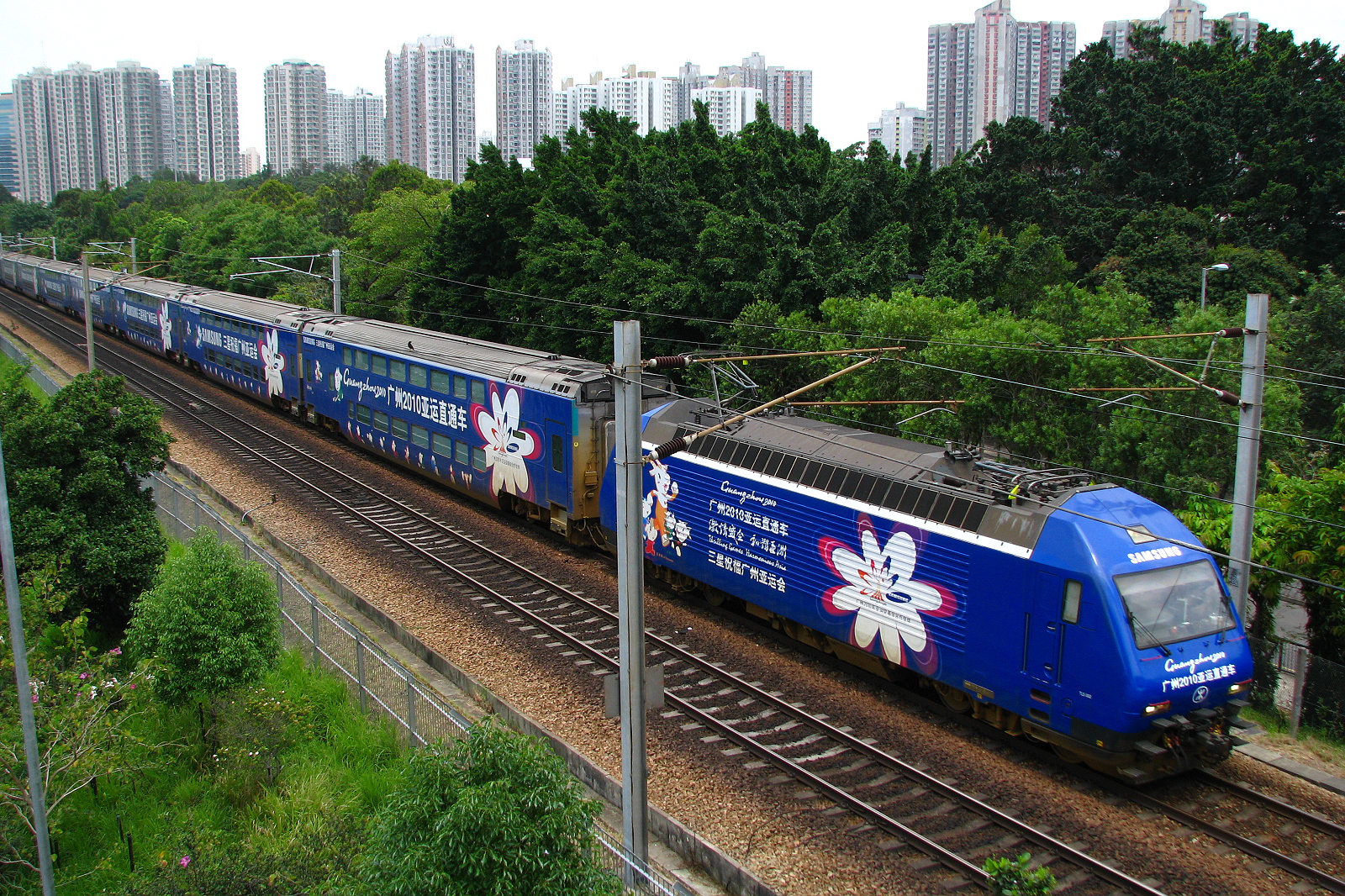
El tren directo Guangzhou-Kowloon es operado conjuntamente por la MTR de Hong Kong y China Rail Corporation.

Los servicios de tren a Hong Kong terminan en la estación de Hung Hom, en Kowloon. Dentro de Hong Kong, los servicios transfronterizos utilizan las vías de la East Rail Line. Hay tres rutas de tren de paso, la línea de Pekín (a/desde Pekín), la línea de Shanghái (a/desde Shanghái) y la línea de Guangdong (a/desde Zhaoqing y Guangzhou Este). En septiembre de 2018 entró en servicio un servicio de tren exprés que une Hong Kong y Guangzhou. Esta nueva línea ferroviaria exprés reducirá el tiempo de viaje en tren entre Hong Kong y Guangzhou de 2 horas a 1 hora.

#### Corea del Norte

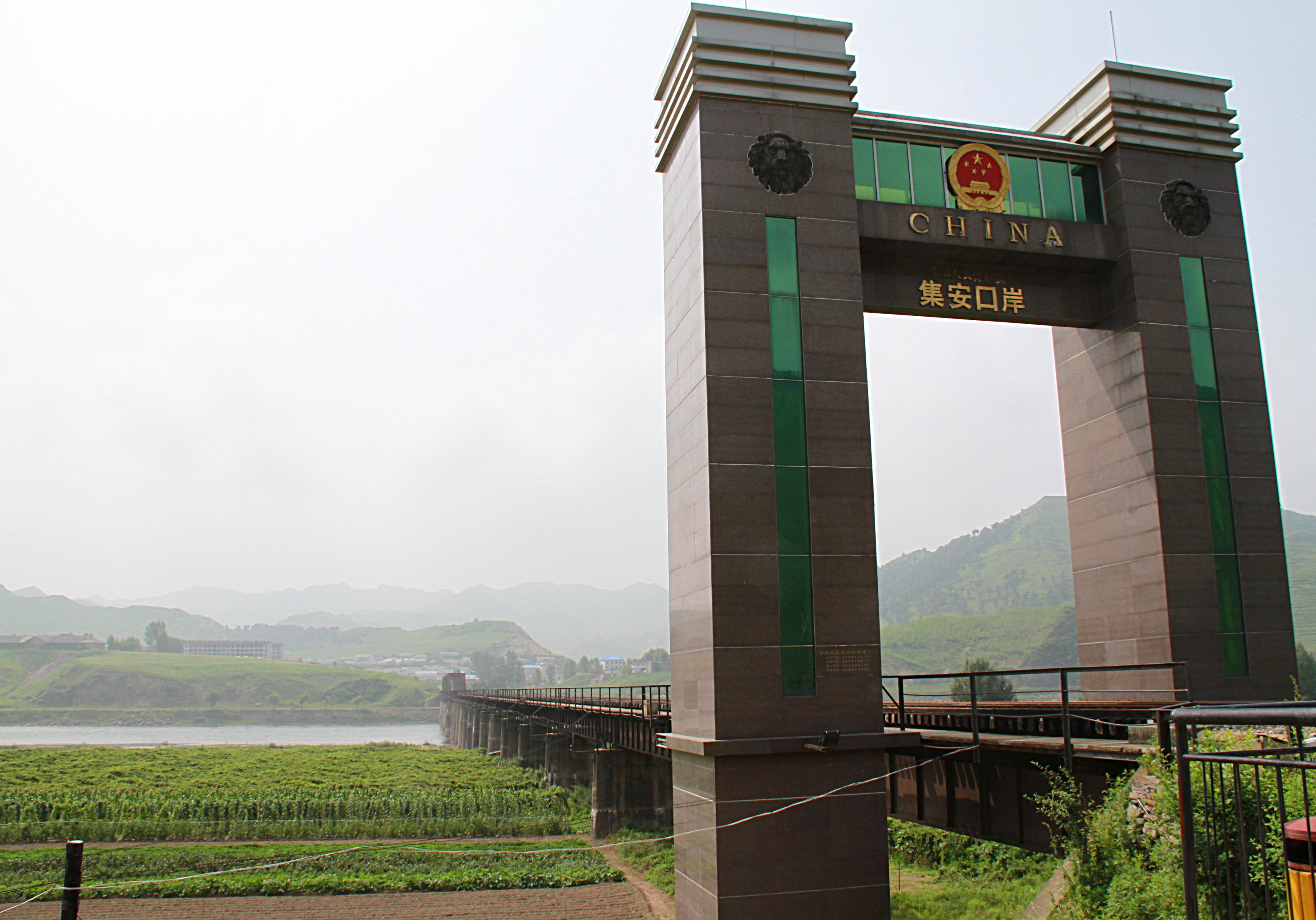
Puente ferroviario del río Yalu entre Ji'an, provincia de Jilin, y Manpo, provincia de Chagang, en Corea del Norte.
Puente de la Amistad Chino-Coreana cerca de la desembocadura del río Yalu entre Dandong, provincia de Liaoning, y Sinuiju, provincia de Pyongan del Norte.

Hay cruces ferroviarios a lo largo de la frontera con Corea del Norte en Dandong, Ji'an y Tumen.
Dandong, en la provincia de Liaoning, está a 277 km en tren regular y a 223 km en alta velocidad al sur de Shenyang, en la desembocadura del río Yalu, frente a Sinuiju, en la provincia norcoreana de Pyongan del Norte. Es la conexión ferroviaria más utilizada entre ambos países. Ji'an, río arriba en el Yalu, en la provincia de Jilin, y a 400 km por ferrocarril de Siping, conecta con Manpo, en la provincia de Chagang. Tumen, también en Jilin y a 527 km al este de Changchun, se encuentra al otro lado del río Tumen desde Namyang, en la provincia de Hamgyong del Norte.
Hay cuatro trenes semanales con traviesas duras y blandas desde Pekín a Pionyang, así como un vagón semanal adjunto al tren Vostok desde Moscú vía Harbin, Shenyang y Dandong.

#### Rusia
Los tres pasos ferroviarios de China hacia Rusia están situados en la parte oriental de la frontera entre ambos países.

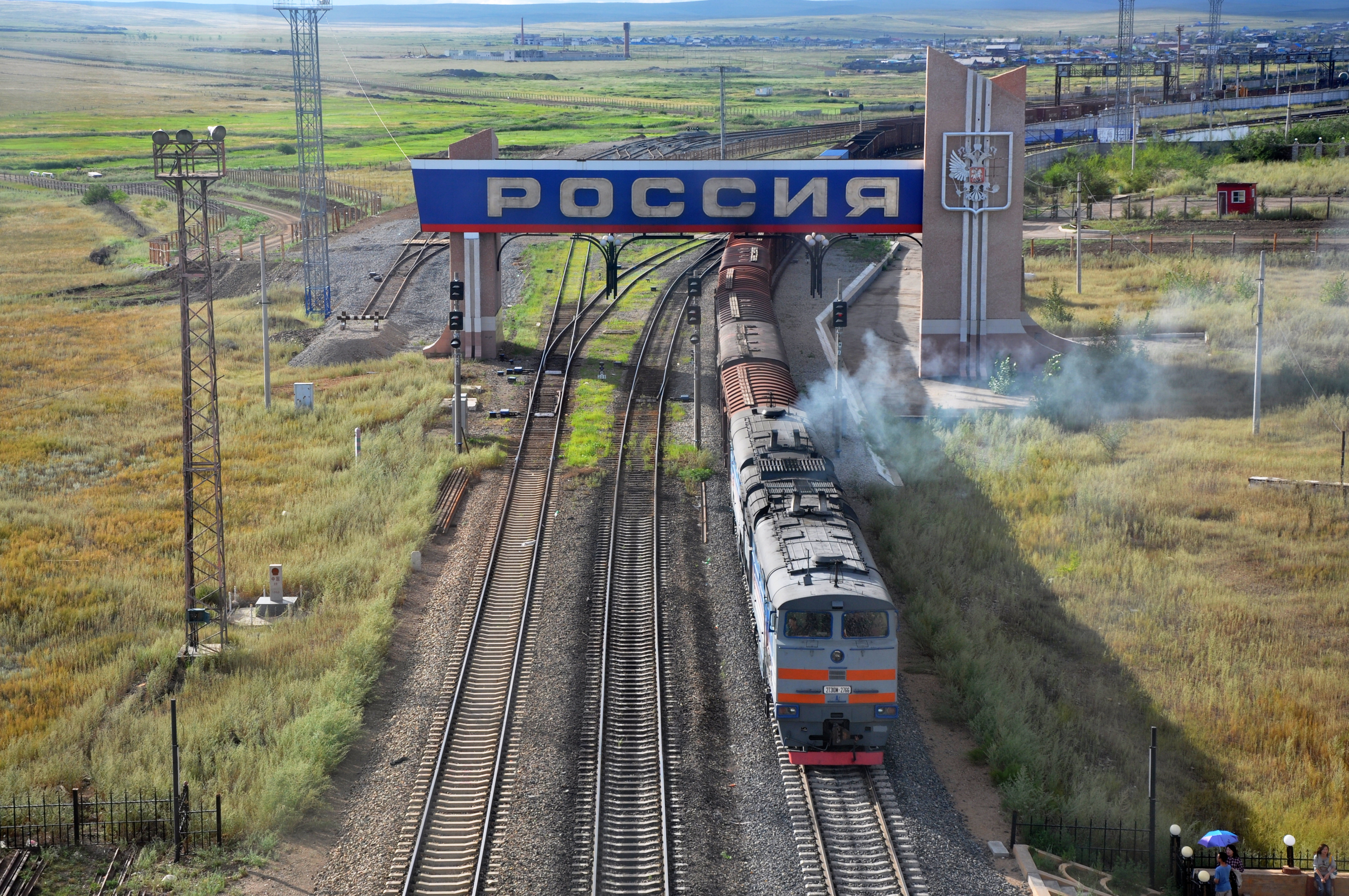
Un tren que sale de Rusia y entra en China por Manzhouli.

Los cruces de Manzhouli y Suifenhe están en ambos extremos del ferrocarril transmanchuriano, que era un atajo para el ferrocarril transiberiano construido a través del noreste de China a principios del siglo XX. Manzhouli, en la región de Hulunbuir, al norte de Mongolia Interior, es el puerto interior más activo de China. Limita con Zabaykalsk, en el Krai de Zabaykalsky de la región rusa de Transbaikalia, y gestiona la mayor parte del comercio bilateral de mercancías y una de las rutas de trenes de pasajeros Pekín-Moscú. Suifenhe, en el sur de la provincia de Heilongjiang, limita con la ciudad de Pogranichny, en el Krai de Primorie del Lejano Oriente ruso. La estación ferroviaria del lado ruso se llama Grodekovo. Los trenes de carga de Harbin a Jabárovsk y Vladivostok pasan por Suifenhe. A fecha de noviembre de 2008, no había servicio de pasajeros de paso, pero se podía viajar por esta ruta con transbordos en Suifenhe, Grodekovo y Ussuriysk.

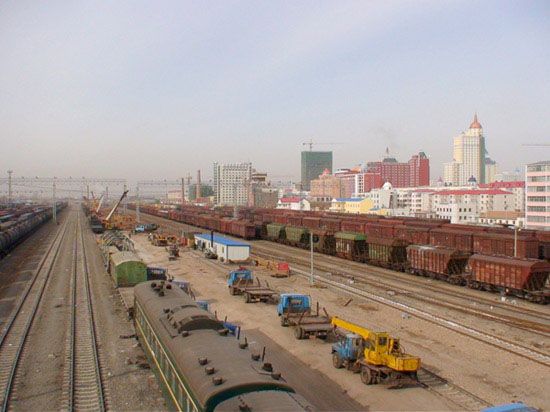
Vagones en Manzhouli, el puerto interior más activo de China.

Una tercera conexión ferroviaria se encuentra más al sur, en Hunchun, en la provincia oriental de Jilin, en la frontera con Kraskino, cerca del extremo suroeste de la región de Primorsky. La estación del lado ruso, llamada Makhalino, está situada en la línea fronteriza Ussuriysk-Khasan-Corea del Norte, a unos 41 km de Khasan. Este paso fronterizo comenzó a funcionar en febrero de 2000, y en los dos años siguientes sólo registró un tráfico menor (678 vagones de madera). La línea se cerró en 2002-2003, se reabrió en 2003, pero, en el verano de 2004, seguía teniendo poco tráfico. La línea estuvo cerrada entre 2004 y 2013. A partir de 2011-2012, existían planes para reabrirla, principalmente para el envío de carbón y minerales de Rusia a China; el paso fronterizo se reabrió, inicialmente en modo de prueba, en 2013.
Hay dos trenes de pasajeros semanales en cada dirección entre Pekín y Moscú. Los trenes 19/20 recorren 8.961 kilómetros vía Harbin, Manzhouli y el ferrocarril transiberiano. Los trenes n.º 3/4 realizan un trayecto más corto de 7.622 kilómetros, a través de Mongolia, por el ferrocarril transmongol, y cuentan con vagones cama blandos de lujo con dos literas. Ambos trayectos se encuentran entre los servicios ferroviarios más largos del mundo.

#### Mongolia

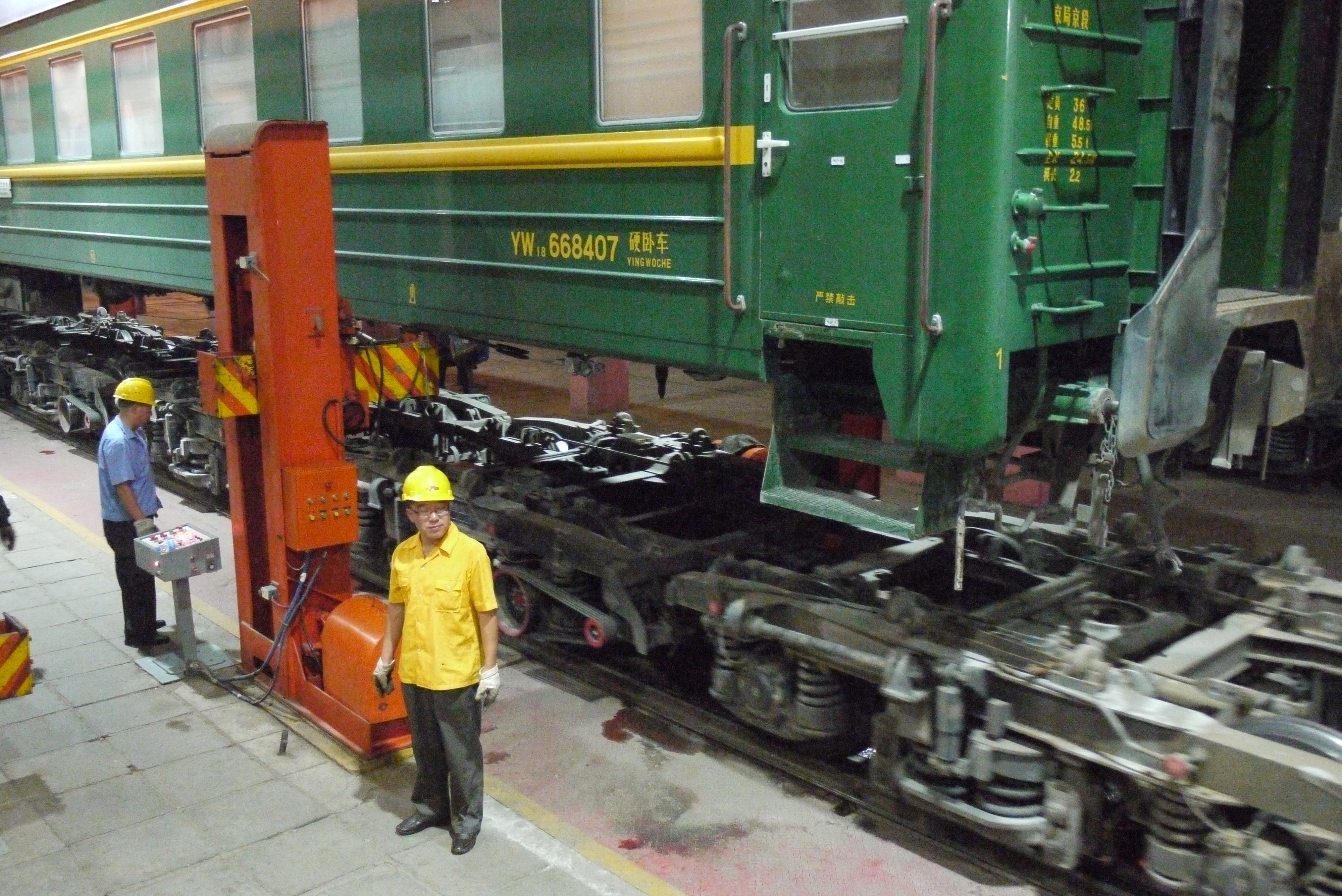
Cambio de bogies en Erenhot, en la frontera sino-mongola.

La única conexión ferroviaria con los ferrocarriles de Mongolia se encuentra en Erenhot, en la liga de Xilingol, en el centro de Mongolia Interior, que limita con Zamyn-Üüd, en la provincia mongola de Dornogovi.
Hay dos trenes semanales desde Pekín y Hohhot a Ulán Bator, y cinco trenes semanales desde Erenhot. Al igual que el servicio ferroviario a Rusia, los trenes procedentes de China deben cambiar de bogie en Erenhot, ya que Mongolia utiliza vía ancha.

#### Kazajistán
Hay dos pasos ferroviarios en la frontera entre China y Kazajistán, en Alashankou y Khorgas, ambos situados en el norte de la Región Autónoma Uigur de Xinjiang. Son las únicas salidas ferroviarias internacionales en el oeste de China.

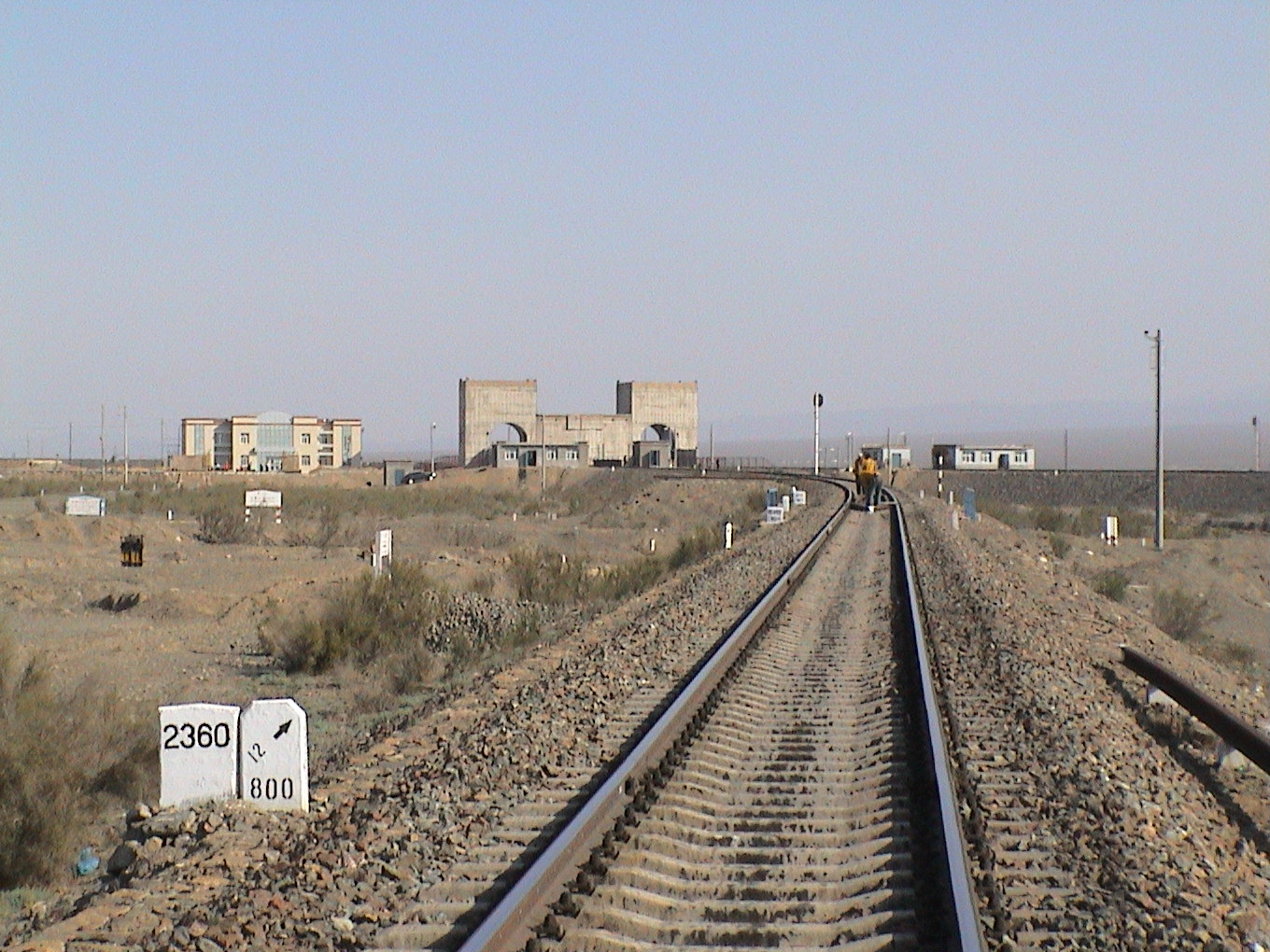
El punto más occidental del ferrocarril del norte de Xinjiang, en la frontera con Kazajistán.

En Alashankou, en la prefectura autónoma mongola de Bortala, el ferrocarril del norte de Xinjiang pasa por la puerta de Dzungarian hasta la ciudad de Dostyk, en la provincia kazaja de Almaty, y conecta con el Qazaqstan Temir Zholy (sistema ferroviario de Kazajistán). Este cruce, inaugurado en 1990, forma un Nuevo Puente Terrestre Euroasiático, que permite a los trenes de Lianyungang, en el Mar de China Oriental, llegar a Róterdam, en el Mar del Norte. Hay dos trenes de pasajeros semanales (uno kazajo y otro chino) desde Almaty a Ürümqi, la capital de Xinjiang. Hay informes divergentes sobre cuál de los dos es más cómodo, y el tren chino suele ser de mayor calidad que el kazajo.
Khorgas, en la prefectura autónoma kazaja de Ili, está situada al suroeste de Alashankou, en el valle de Ili. La ciudad del lado kazajo de la frontera, en la provincia de Almaty, tiene el mismo nombre, Korgas. Aquí, el ferrocarril Jinghe-Yining-Khorgas, una bifurcación de 286 km de la línea principal del norte de Xinjiang construida en 2009, se une al ferrocarril Zhetigen-Korgas, un ramal de 239 km del ferrocarril Turkestán-Siberia completado por Kazajistán en 2011. El cruce de Khorgas, inaugurado en diciembre de 2012, ofrece una ruta más directa de Ürümqi a Almaty.

#### Vietnam

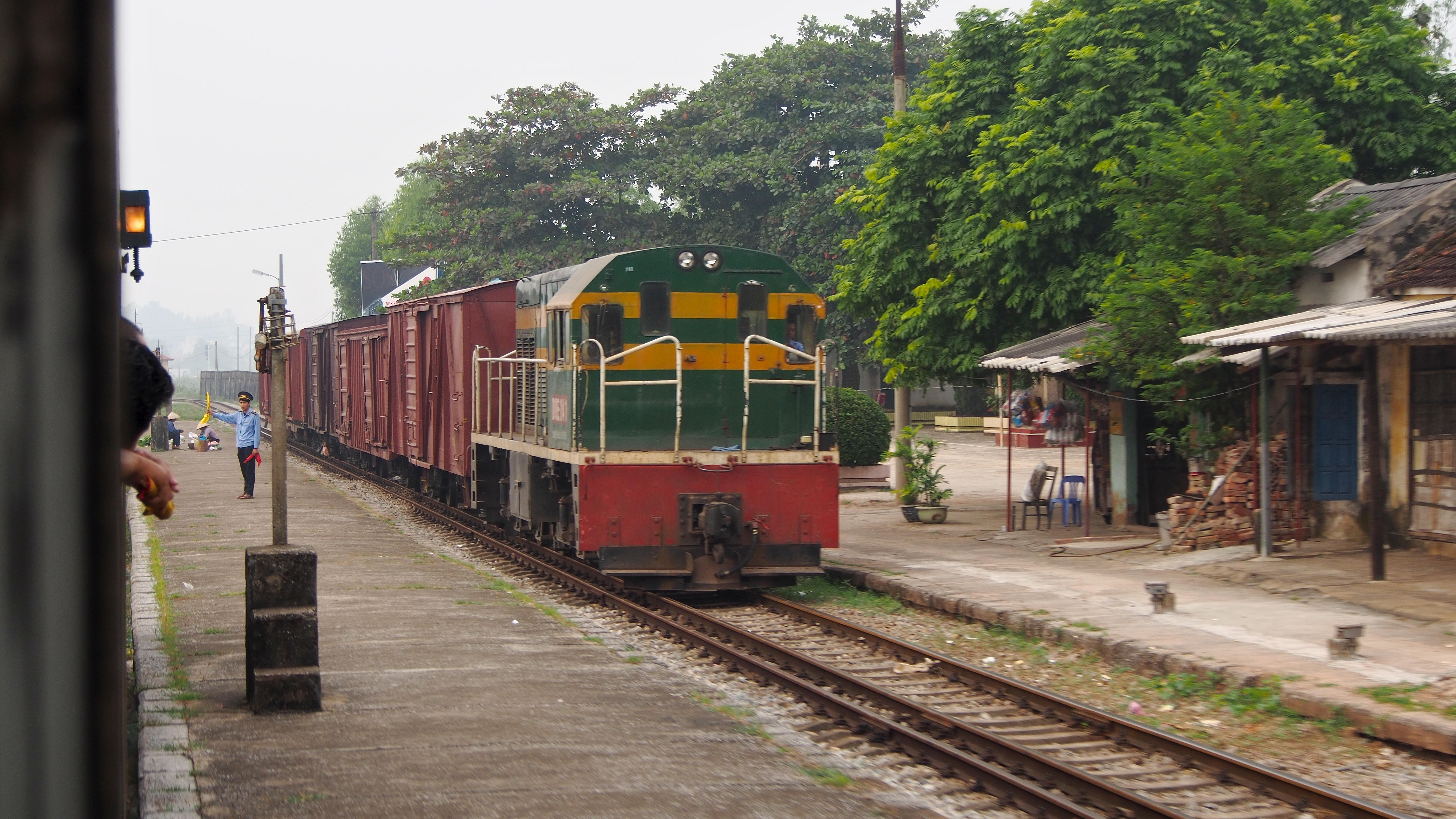
Las vías de ancho mixto en Đồng Đăng, en Vietnam, acogen tanto trenes de ancho métrico procedentes de Hanoi como trenes de ancho estándar procedentes de Nanning y otras ciudades de China.

Hay dos conexiones ferroviarias entre China y Vietnam, en el Paso de la Amistad y en Hekou. En el Paso de la Amistad, en la frontera entre Pingxiang (Región Autónoma de Guangxi Zhuang) y Đồng Đăng, en la provincia vietnamita de Lạng Sơn, el ferrocarril Hunan-Guangxi se conecta con la línea de ancho mixto Hanói-Đồng Đăng. El cruce, inaugurado en 1955, ha desplazado al antiguo cruce de Hekou como principal enlace ferroviario entre ambos países. Hay dos trenes semanales de Pekín a Hanói y ambos atraviesan el Paso de la Amistad. Los trenes consisten en un típico expreso chino de estilo T desde Pekín a Đồng Đăng. El tren puede requerir que los pasajeros desciendan en Nanning durante 5 horas (especialmente en el servicio hacia el norte); hay una zona de descanso con sillones reclinables para los pasajeros de Soft Sleeper.
En Hekou, el ferrocarril de vía estrecha Kunming-Hai Phong desde Kunming, en la provincia de Yunnan, cruza a la provincia vietnamita de Lao Cai. Esta línea, también conocida como el ferrocarril Yunnan-Vietnam, fue construida por Francia entre 1904 y 1910 a través de un terreno accidentado. El servicio transfronterizo de esta línea cesó a finales de 2000, pero los trenes de mercancías han mantenido este cruce operativo.

### Enlaces ferroviarios en construcción

#### Laos
Se está construyendo un ferrocarril que conecta Kunming con la frontera con Laos, que se une a otra línea en construcción que une la frontera con la capital laosiana, Vientiane, que ya tiene un enlace real con Tailandia.

### Enlaces ferroviarios propuestos
En los últimos años, China ha explorado y promovido activamente la ampliación de su red ferroviaria a países vecinos y regiones lejanas, como el Extremo Oriente ruso, el Sudeste asiático, el Sur de Asia, Asia Central, Oriente Medio e incluso Norteamérica.

#### Macao
La RAE de Macao cuenta actualmente con el tren ligero de Macao, finalizado en 2019. Está prevista una "línea de ramificación de Hengqin" que conectará la red directamente con Hengqin, parte de Zhuhai en la provincia de Guangdong. La línea de extensión está planeada para conectar con el ferrocarril interurbano Guangzhou-Zhuhai en la estación de Hengqin, que forma parte de su proyecto de extensión de la primera fase, cuya finalización está prevista para el año 2018, y facilitaría el tránsito ferroviario transfronterizo sin fisuras.
Además, las ciudades de Guangzhou, Zhongshan y Zhuhai han propuesto la construcción de un nuevo "ferrocarril interurbano Guangzhou-Zhongshan-Zhuhai-Macau" que podría aumentar la conectividad en la orilla oeste del delta del río de las Perlas.

#### Extremo Oriente ruso
En noviembre de 2008, los ministerios de transporte de Rusia y China firmaron un acuerdo para construir un enlace más entre los sistemas ferroviarios de ambos países. Uno de los proyectos es el puente ferroviario Tongjiang-Nizhneleninskoye sobre el río Heilongjiang (Amur), que conectará Tongjiang, en la provincia de Heilongjiang, con Nizhneleninskoye, un pueblo del Óblast Autónomo Hebreo. La construcción del proyecto se inició en 2014 y se estimó que se completaría en el año 2016, pero el proyecto se detuvo por problemas de financiación y retrasos en la construcción por parte de Rusia. En 2017 se inyectaron fondos adicionales al proyecto, lo que resolvió el problema de financiación, y actualmente se estima que el proyecto se completará en el año 2018.
Además, se ha propuesto y debatido un enlace ferroviario de alta velocidad entre Hunchun y Vladivostok.

#### Mongolia
En octubre de 2014, el Parlamento de Mongolia aprobó dos líneas ferroviarias transfronterizas de ancho estándar hacia China. Una línea recorrería 240 kilómetros desde los yacimientos de carbón de Tavan Tolgoi, en la provincia de Ömnögovi, hasta la frontera en Gashuun Suukhait y cruzaría a China en Ganqimaodu, en Urad Middle Banner, parte del municipio de Bayan Nur, en Mongolia Interior. La otra iría desde el centro de Mongolia hasta Bichigt, en la provincia de Sükhbaatar, y cruzaría a China en Zhuengadabuqi, en el Banderín de Ujimqin Oriental, perteneciente a la liga de Xilingol de Mongolia Interior.

#### Asia Central
Desde 1997, los gobiernos de China, Kirguistán y Uzbekistán han discutido la construcción de un ferrocarril de 476 kilómetros a través de las montañas Tian Shan desde Kashgar, en la cuenca occidental del Tarim de la Región Autónoma de Xinjiang Uyghur, hasta el valle de Ferghana, pasando por el sur de Kirguistán. En marzo de 2013, la empresa de ingeniería China Road and Bridge Corp. presentó un estudio de viabilidad al gobierno kirguís, que consideró que el proyecto era demasiado caro. En diciembre de 2013, el presidente kirguís, Almazbek Atambayev, expresó su preferencia por una línea alternativa que conectara las mitades norte y sur del país.
El 5 de mayo de 2014, el Banco de Exportación e Importación de China prestó a Uzbekistán 350 millones de dólares para la construcción de un ferrocarril a través del paso de Kamchik que conectaría el valle de Fergana con el resto de Uzbekistán. El 12 de mayo de 2014, el líder supremo de China, Xi Jinping, y el presidente de Turkmenistán, Gurbanguly Berdymukhamedov, firmaron una declaración para estudiar la posibilidad de invitar a empresas chinas a construir un ferrocarril transfronterizo que una ambos países. El 22 de mayo de 2014, el ministro de Asuntos Exteriores de Kirguistán habría sugerido invitar a China a participar en otro proyecto ferroviario regional que uniera Rusia, los Estados de Asia Central y el Golfo Pérsico.

#### Asia del Sur
China y Nepal firmaron una serie de acuerdos que incluyen un enlace ferroviario que conectará Katmandú con la red ferroviaria china en 2018. El ferrocarril China-Nepal conectará Katmandú y Shigatse (Tíbet). El estudio del tramo Kerung-Katmandú se completará a principios de 2019, y se espera que la construcción finalice en seis años.
Desde 2007, las autoridades chinas y pakistaníes han explorado la posibilidad de construir el ferrocarril de Khunjerab, que atravesaría las montañas del Karakorum y conectaría Kashgar con Havelian, en el distrito de Abbottabad, en el norte de Pakistán. En junio de 2013, el gobierno pakistaní indicó que el ferrocarril propuesto podría extenderse hasta el puerto de Gwadar, en el mar Arábigo. Sin embargo, en febrero de 2014, los expertos ferroviarios chinos afirmaron que era poco probable que el ferrocarril se construyera a corto plazo.
Las autoridades ferroviarias indias y chinas han manifestado en varias ocasiones su interés por iniciar un enlace ferroviario de alta velocidad que una Calcuta con Kunming (China) a través de Myanmar. El enlace ferroviario utilizaría la vía férrea en construcción de Manipur (India) a Myanmar y la vía férrea Dali-Ruili en construcción en la provincia occidental de Yunnan.

## Viajes en tren más largos
Algunos de los viajes en tren más largos del mundo por distancia pasan por China. Los trenes Pekín-Moscú vía Harbin (n.º 19-20, 8984 km, 144 horas) y Ulán Bator (n.º 3-4, 7826 km, 131 horas) son, respectivamente, el segundo y tercer tren de pasajeros con horario regular más largo del mundo. Sólo el tren Moscú-Vladivostok (9259 km, 178 horas) es más largo. Dentro de China, los servicios ferroviarios de pasajeros más largos son el Z264-Z265 Guangzhou-Lhasa (4980 km, 54 horas y media), el T206/3-T204/5 Shanghái-Yining (4742 km, 55 2/3 horas), el Z136/7-Z138/5 Guangzhou-Ürümqi (4684 km, 49 horas y media) y el K1121 Harbin-Haikou (4458 km, 65 3/4 horas). Además, el viaje en tren más largo de China por tiempo es el K2288/2285 de Changchun a Kunming, con una duración de 68 horas.
El tren G/403/405 Pekín Oeste - Kunming Sur (2760 km, 10 3/4 horas), se convirtió en el servicio ferroviario de alta velocidad más largo del mundo.
El servicio ferroviario de mercancías más largo del mundo va desde Yiwu (provincia de Zhejiang, en el este de China) hasta Madrid (España), un viaje de 13.000 km en tres semanas.